# Ивано-Франковск
Ива́но-Франко́вск (укр. Івано-Франківськ; до 1939 года — Станисла́вов, укр. Станіславів; пол. Stanisławów; до 1962 года — Станисла́в, укр. Станіслав; нем. Stanislau; идиш סטאַניסלאוו‎) — город на западе Украины, административный центр Ивано-Франковской области, Ивано-Франковского района и Ивано-Франковской городской общины, центр Ивано-Франковской агломерации.

## География

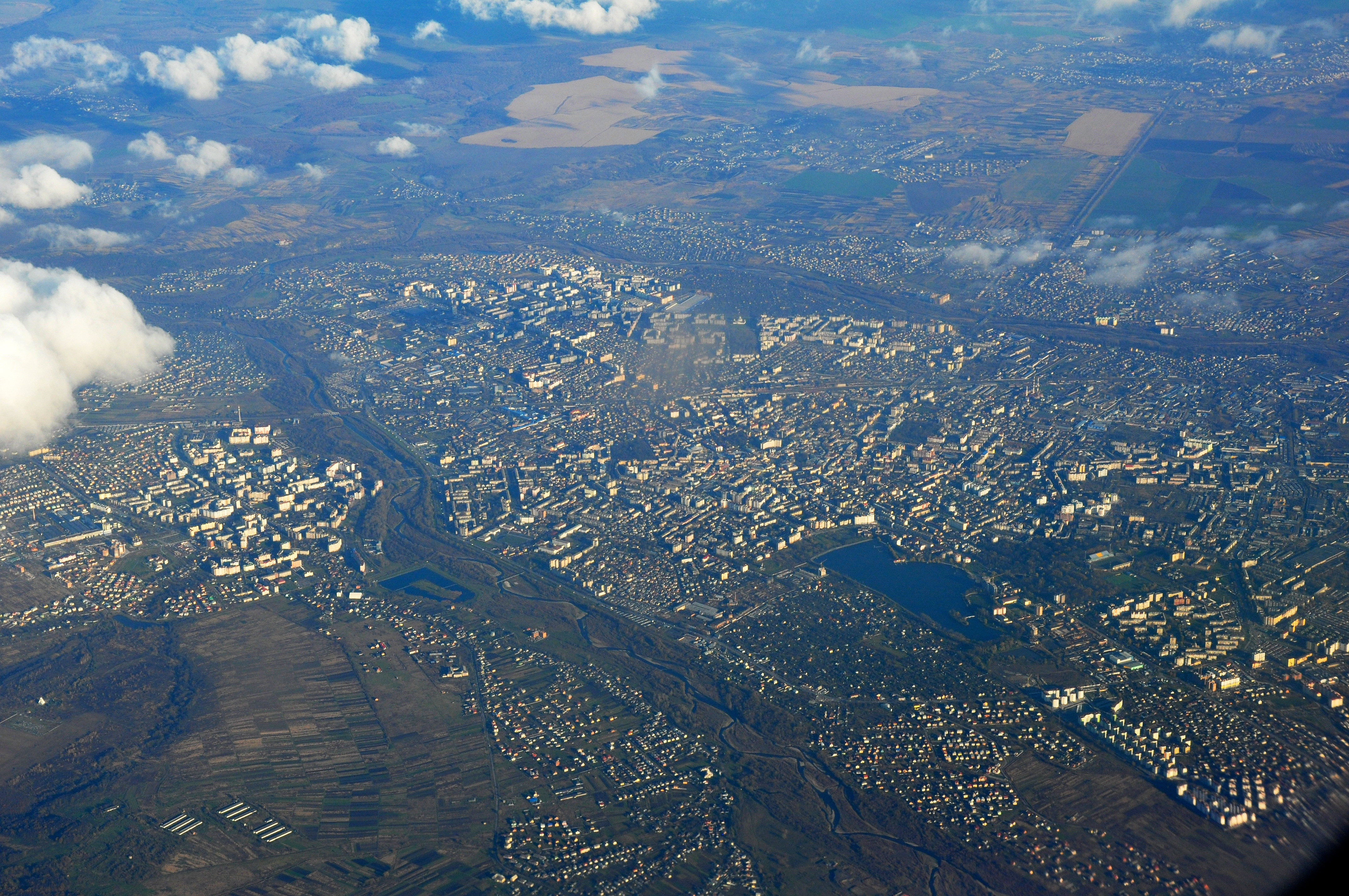
Пейзаж города с высоты 3 км

Ивано-Франковск расположен на Покутской равнине на юго-западе Украины в междуречье Быстрицы Надворнянской и Быстрицы Солотвинской. Территория города составляет 3,89 тыс. га (0,3 % территории области).

### Микрорайоны
- Каскад
- Позитрон
- Пасечно
- БАМ
- Арсенал
- Княгинин
- Софиевка
- Центр, вокзал
- Горькая
- Калиновая слобода
- Кишлак
- Майзли
- Опришевцы
- Братья
- Строителей городок Долина
- Набережная

### Климат
Климат умеренно континентальный. Средняя температура января −4 °C, апреля — +8 °C, июля — +19 °C, октября — +8 °C.

## Население
Численность населения города по данным на 1 марта 2015 года составляло 226 594 постоянных жителя и 229 447 человек наличного населения, в рамках горсовета —  246 030 постоянных жителей и 248 811 человек наличного населения.
На 1 июля 2021 года численность наличного населения города составляла 237 584 человека.
На октябрь 2024 года численность наличного населения города составляла 227 827 человек.
| Численность населения Ивано-Франковской Городской Рады | Численность населения Ивано-Франковской Городской Рады | Численность населения Ивано-Франковской Городской Рады | Численность населения Ивано-Франковской Городской Рады | Численность населения Ивано-Франковской Городской Рады | Численность населения Ивано-Франковской Городской Рады | Численность населения Ивано-Франковской Городской Рады | Численность населения Ивано-Франковской Городской Рады | Численность населения Ивано-Франковской Городской Рады | Численность населения Ивано-Франковской Городской Рады |
| 1890                                                   | 1931                                                   | 1939                                                   | 1959                                                   | 1970                                                   | 1971                                                   | 1979                                                   | 1989                                                   |                                                        |                                                        |
| ------------------------------------------------------ | ------------------------------------------------------ | ------------------------------------------------------ | ------------------------------------------------------ | ------------------------------------------------------ | ------------------------------------------------------ | ------------------------------------------------------ | ------------------------------------------------------ | ------------------------------------------------------ | ------------------------------------------------------ |
| 22 391                                                 | ↗198 359                                               | ↘65 000                                                | ↗66 456                                                | ↗104 971                                               | ↗110 000                                               | ↗149 747                                               | ↗229 272                                               |                                                        |                                                        |
| 2001                                                   | 2003                                                   | 2004                                                   | 2005                                                   | 2006                                                   | 2007                                                   | 2008                                                   | 2009                                                   | 2010                                                   | 2011                                                   |
| ↗233 418                                               | ↗233 905                                               | ↗234 220                                               | ↗235 750                                               | ↗236 100                                               | ↗237 215                                               | ↗238 273                                               | ↗239 190                                               | ↗240 670                                               | ↗241 917                                               |
| 2012                                                   | 2013                                                   | 2014                                                   | 2015                                                   | 2016                                                   | 2017                                                   | 2018                                                   | 2019                                                   | 2020                                                   | 2021                                                   |
| ↗242 219                                               | ↗243 700                                               | ↗245 107                                               | ↗248 920                                               | ↗251 005                                               | ↗254 200                                               | ↗257 477                                               | ↗260 605                                               | ↗263 270                                               | ↗267 050                                               |
| 2022                                                   |                                                        |                                                        |                                                        |                                                        |                                                        |                                                        |                                                        |                                                        |                                                        |
| ↗271 950                                               |                                                        |                                                        |                                                        |                                                        |                                                        |                                                        |                                                        |                                                        |                                                        |

| Численность населения Ивано-Франковска | Численность населения Ивано-Франковска | Численность населения Ивано-Франковска | Численность населения Ивано-Франковска | Численность населения Ивано-Франковска | Численность населения Ивано-Франковска | Численность населения Ивано-Франковска | Численность населения Ивано-Франковска | Численность населения Ивано-Франковска | Численность населения Ивано-Франковска |
| 1890                                   | 1931                                   | 1939                                   | 1959                                   | 1970                                   | 1971                                   | 1979                                   | 1989                                   | 1992                                   | 1998                                   |
| -------------------------------------- | -------------------------------------- | -------------------------------------- | -------------------------------------- | -------------------------------------- | -------------------------------------- | -------------------------------------- | -------------------------------------- | -------------------------------------- | -------------------------------------- |
| 22 391                                 | ↗198 359                               | ↘65 000                                | ↗66 456                                | ↗104 971                               | ↗110 000                               | ↗149 747                               | ↗214 021                               | ↗230 400                               | ↗237 400                               |
| 2001                                   | 2003                                   | 2004                                   | 2005                                   | 2006                                   | 2007                                   | 2008                                   | 2009                                   | 2010                                   | 2011                                   |
| ↘218 359                               | ↗218 551                               | ↘218 404                               | ↗219 479                               | ↗220 721                               | ↗221 209                               | ↗222 538                               | ↗223 634                               | ↗224 401                               | ↗224 585                               |
| 2012                                   | 2013                                   | 2014                                   | 2015                                   | 2016                                   | 2017                                   | 2018                                   | 2019                                   | 2020                                   | 2021                                   |
| ↘224 660                               | ↗226 018                               | ↗227 030                               | ↗228 575                               | ↗230 929                               | ↗233 360                               | ↗235 355                               | ↗236 602                               | ↗237 686                               | ↗237 855                               |
| 2022                                   |                                        |                                        |                                        |                                        |                                        |                                        |                                        |                                        |                                        |
| ↗238 196                               |                                        |                                        |                                        |                                        |                                        |                                        |                                        |                                        |                                        |

По данным переписи 2001 года, украинцы составляли 92,25 % населения Ивано-Франковска, русские — 6,02 %.

### Языковой состав
Родной язык населения по данным переписи 2001 года:
| Язык       | Численность, чел. | Доля     |
| ---------- | ----------------- | -------- |
| Украинский | 198 468           | 92,19 %  |
| Русский    | 14 614            | 6,79 %   |
| Другое     | 2 206             | 1,02 %   |
| Итого      | 215 288           | 100,00 % |

Украинский язык является основным и единственным официальным языком города.
Согласно опросу, проведённому Международным республиканским институтом в апреле-мае 2023 года, на украинском языке дома разговаривали 97 % населения города, на русском — 3 %.
Согласно опросу, проведённому Социологической группой «Рейтинг» в октябре 2023 года, 74 % жителей Ивано-Франковска считали, что между жителями города и беженцами из других областей Украины существует проблема языкового недопонимания. Из них 40 % считали проблему значительной, 34 % — незначительной. 23 % считали, что такой проблемы нет.
Согласно опросу, проведённому Международным республиканским институтом в апреле-мае 2024 года, на украинском языке дома разговаривали 99 % населения города, на русском — 6 % (в отличие от опроса 2023 года был разрешён выбор нескольких вариантов).
По данным Государственной службы статистики Украины в 2023/24 учебном году все 157 424 учащихся в учреждениях общего среднего образования в Ивано-Франковской области обучались в украиноязычных классах.
2 августа 2024 года решением Ивано-Франковского городского совета в Ивано-Франковске утверждена «Программа украинизации памяти Ирины Фарион», главной целью которой является усиление позиций украинского языка в городе.
9 сентября 2024 года городской голова Руслан Марцинкив анонсировал создание в Ивано-Франковске языковой инспекции. 24 октября того же года языковые инспекторы начали свою работу. Их главными задачами являются наблюдение за соблюдением на территории города языкового законодательства Украины, популяризация курсов изучения украинского языка и раздача мотивирующих к переходу на украинский язык листовок.

## История

### В составе I Речи Посполитой
Город был основан в 1662 году краковским кастеляном, впоследствии польным коронным гетманом Анджеем Потоцким (из известного рода польских магнатов), и получил название Станиславов — в честь отца, великого гетмана коронного Станислава Реверы Потоцкого.
Город был основан как крепость для защиты от набегов крымских татар и запорожских казаков, и опорный пункт польских магнатов Потоцких в Галичине и получил магдебургское право. В 1676—1677 гг. выдержал осаду турецких войск.
Станиславов начинался с рыночной площади и ратуши, которые в видоизменённом состоянии находятся в сохранности и по сей день. В его дальнейшем развитии нашли отражение градостроительные идеи эпохи барокко об «идеальном городе», воплощённые в планировании центральной части города, его улицах, храмах. За оригинальность архитектуры город иногда называют «малым Львовом».
В XVIII—XIX веках город был значительным торгово-ремесленным центром Польши. В развитие его ремёсел и культуры сделали свой вклад, помимо поляков, украинцы, евреи и армяне, национальные общины которых были здесь довольно многочисленными.

### В составе Австрийской империи

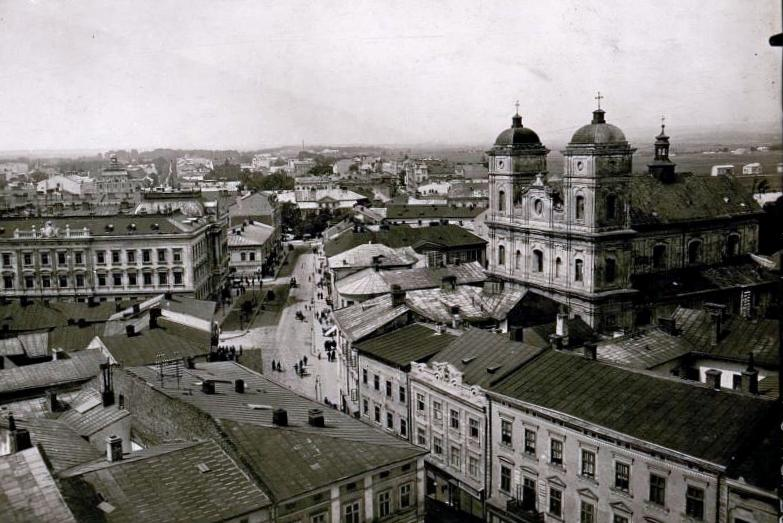
Станиславов (1915)

По Первому разделу Польши 1772 года город отошёл к империи Габсбургов (с 1804 года — Австрийской империи, с 1867 года — Австро-Венгрии).
Общественную жизнь всколыхнула революция 1848 года. В Станиславове был создан «Русский совет» (наряду с польским), организован отряд Национальной гвардии, начала выходить первая газета.
Вторая половина XIX столетия отмечена быстрым развитием промышленных отношений, созданием предприятий. Немалый толчок этому дала прокладка Львовско-Черновицкой железной дороги в 1866 году (см. Львовская железная дорога). С тех времён ведут начало локомотиворемонтный завод, ликёро-водочное объединение.
В 1870 году Главные машинные мастерские стали крупнейшим предприятием в Галичине.
В 1884 году известная общественная деятельница и писательница Наталья Кобринская провела в городе учредительное собрание «Общества русских женщин» (более позднее название — «Союз украинок»).
В 1890 году в Станиславове проживало, вместе с гарнизоном (2046 человек) — 22 391 человек, в том числе евреев — 12 149. В 1805 году 10 % населения города составляли армяне.

### Между мировыми войнами. В составе Польши

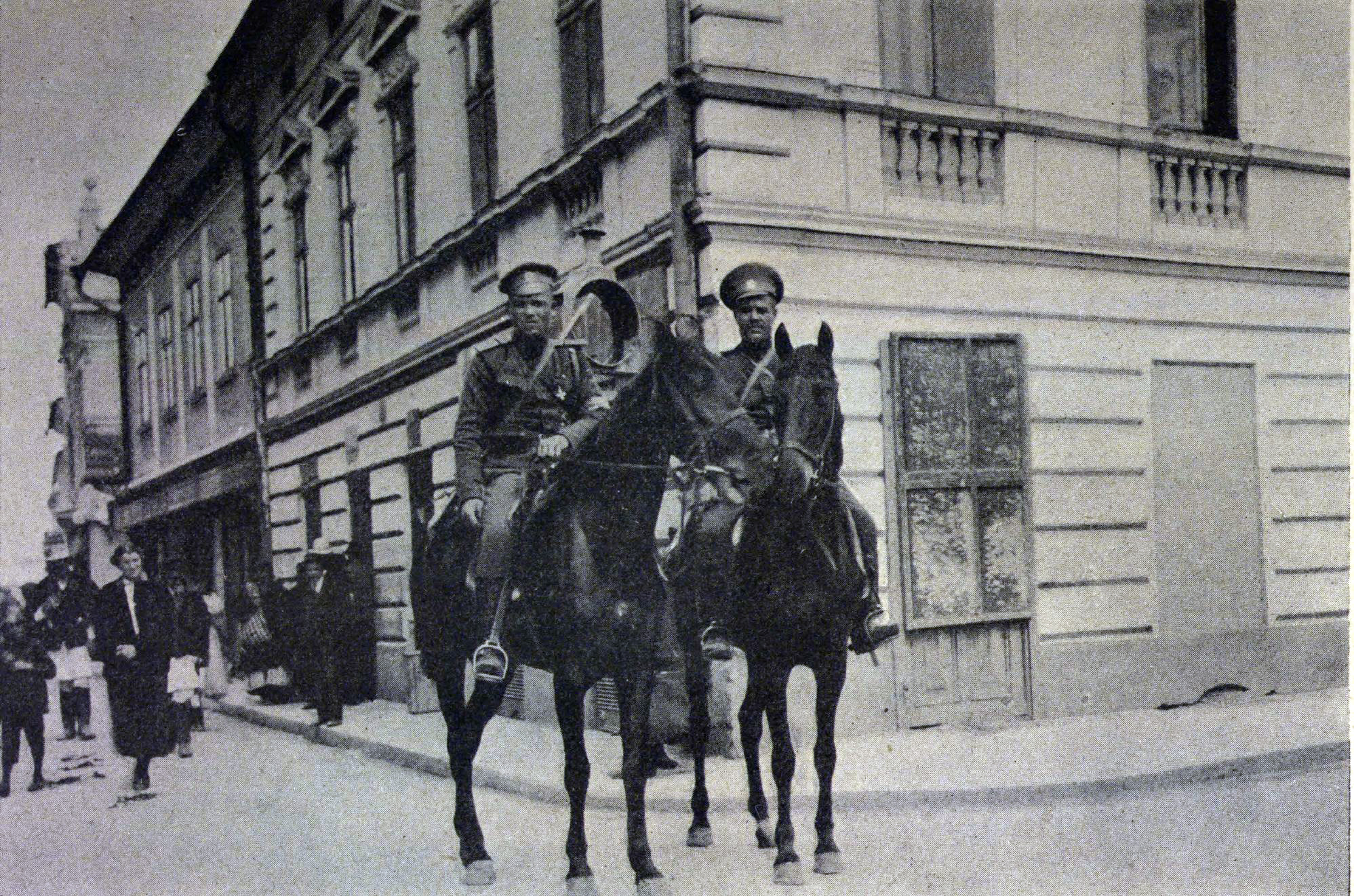
Патруль армии Российской империи в Станиславове (1916)

Станиславов на карте Западно-Украинской народной республики (1918)

Во время Первой мировой войны, в 1915—1916 годах за город велись жестокие бои. Часть исторической застройки была разрушена и восстановлена уже в новейших архитектурных формах.

### В Польской Республике
После распада Австро-Венгрии в 1918 году была создана Западно-Украинская Народная Республика. Станиславов на протяжении января—мая 1919 года был её столицей.

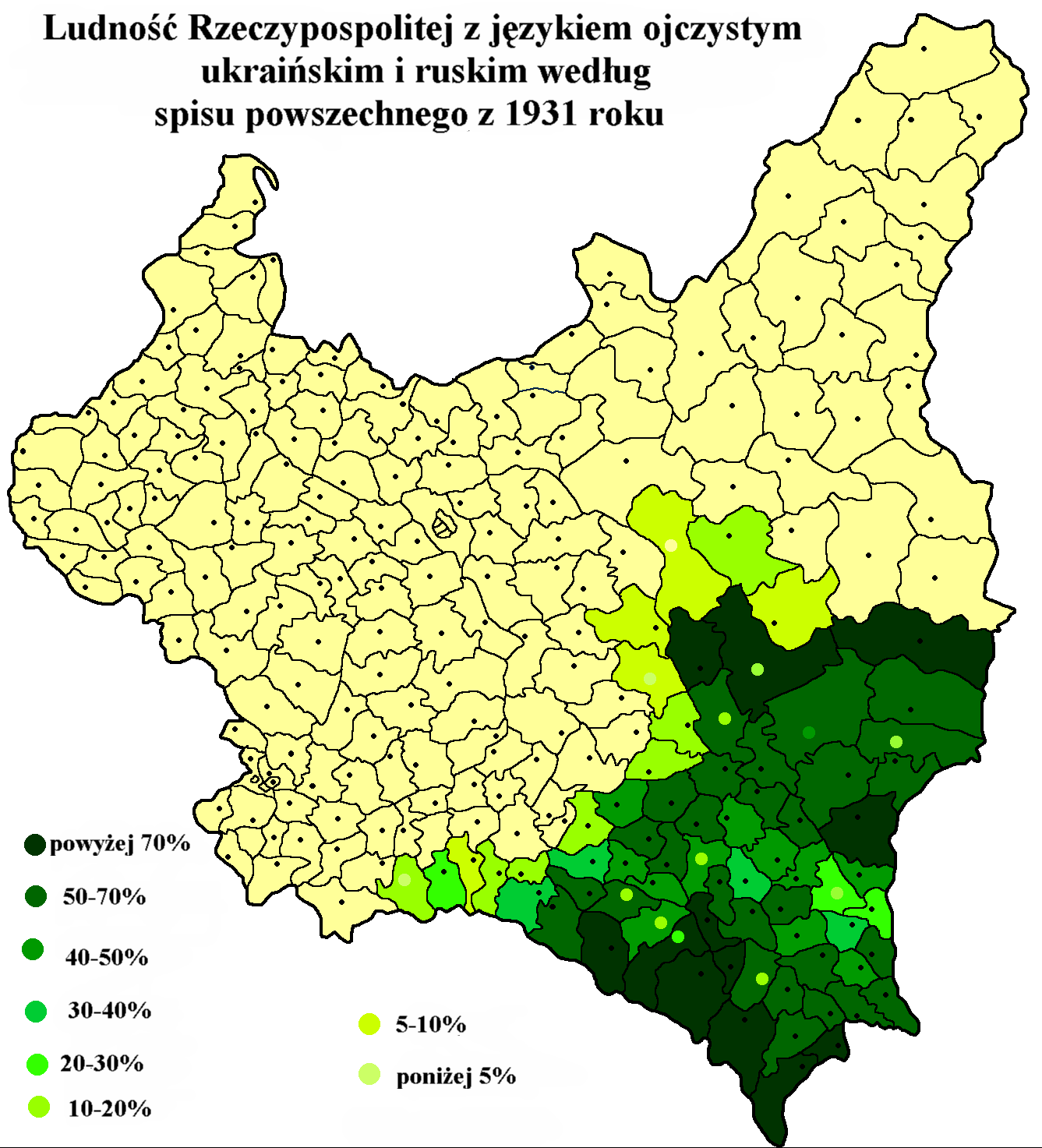
Украинский язык в Польской Республике по переписи 1931 года

В мае город занят польскими войсками и с тех пор, до начала Второй мировой войны, он — столица Станиславовского воеводства Польской Республики. По данным переписи 1931 года, в городе было 198 359 жителей, из них поляков — 120 214 (60,6 %), украинцев — 49 032 (24,7 %), евреев — 26 996 (13,6 %).
1 сентября 1939 года германские войска напали на Польшу, началась Вторая мировая война.
17 сентября 1939 года Красная Армия Советского Союза вошла на территорию Восточной Польши, которая впоследствии в виде нескольких областей вошла в состав УССР.
27 октября 1939 года установлена Советская власть.

### Вторая мировая война
В сентябре 1939 года занят советскими войсками, переименован в Станислав и включён в состав Украинской ССР. C 14 ноября 1939 года в составе Украинской Советской Социалистической Республики Союза Советских Социалистических Республик. В ноябре 1939 года председателем Исполнительного комитета Станиславского областного Совета назначен Козенко, Максим Максимович. 27.11.1939 года 1-м секретарём Станиславского областного комитета КП(б) Украины назначен Груленко, Михаил Васильевич (4.8.1941 погиб). 4 декабря 1939 года стал центром Станиславской области (Указ Президиума Верховного совета СССР от 4 декабря 1939 года). Со 2 июля 1941 по 27 июля 1944 года оккупирован нацистами. При организации отступления советские власти (как и повсюду на свежеприсоединённых в 1939 году территориях) уничтожили политических узников станиславовской тюрьмы — их расстреляли за городом в Демьяновом Лазу. Согласно данным начальника тюремного управления НКВД УССР, было расстреляно 1000 заключённых. На месте расстрела возведён мемориальный комплекс.
Вскоре после захвата города, гестапо провело в нём массовые аресты представителей польской интеллигенции; 800 польских интеллигентов было казнено 20 августа 1941 года в Чёрном лесу под городом. 26 июля 1942 года там же были казнены за укрывательство евреев францисканские монахи: генерал францисканского ордена отец Ян Перегрин Хачеля, брат Стефан Косёрек и отец Ремигиуш Вуйцик.
В 1941 году в городе проживало более 40 000 евреев. Некоторое количество из них были убиты в период оккупации, в городе или в концлагере. В 1941 году было создано еврейское гетто, заключённые которого в 1943 году были отправлены в лагерь смерти Белжец или расстреляны во время неоднократных акций с участием украинских националистов (некоторым заключённым помогли бежать накануне отправки в Белжец). 23 февраля 1943 года город был объявлен немецкими властями очищенным от евреев.
В 1944 году город освободила Советская армия в ходе Львовско-Сандомирской наступательной операции 13.07—29.08.1944 года. После освобождения города советскими войсками 27 июля 1944 года в нём оставалось 100 евреев.
Сразу после освобождения территории Украинской ССР в 1944 году началось восстановление разрушенного хозяйства города, предприятий и железной дороги.
В 1959 году население города составляло 66 тысяч жителей, а в 1971 году — уже 110 тысяч жителей.

### В составе Украинской ССР и Украины

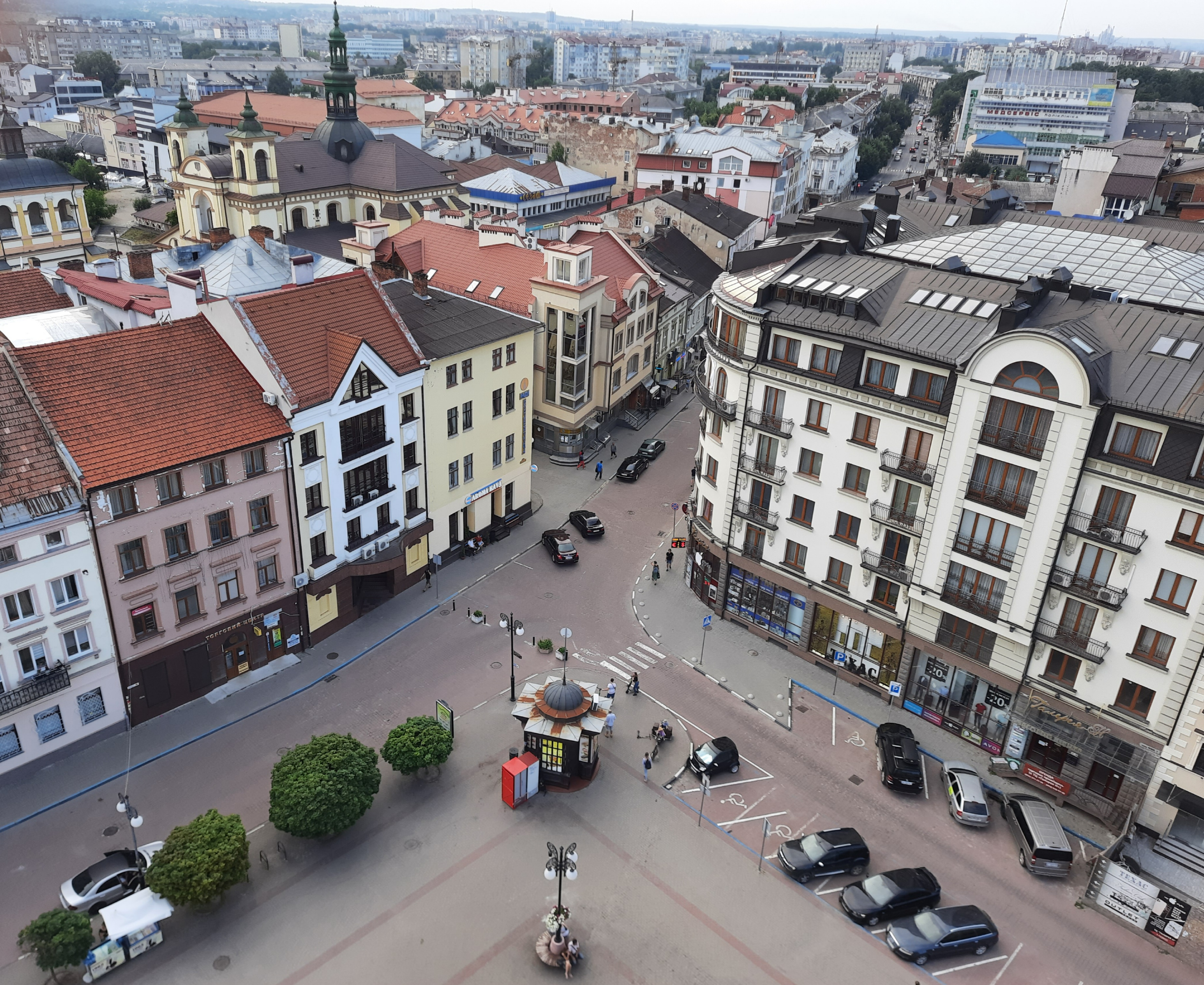
Панорамный вид города с ратуши

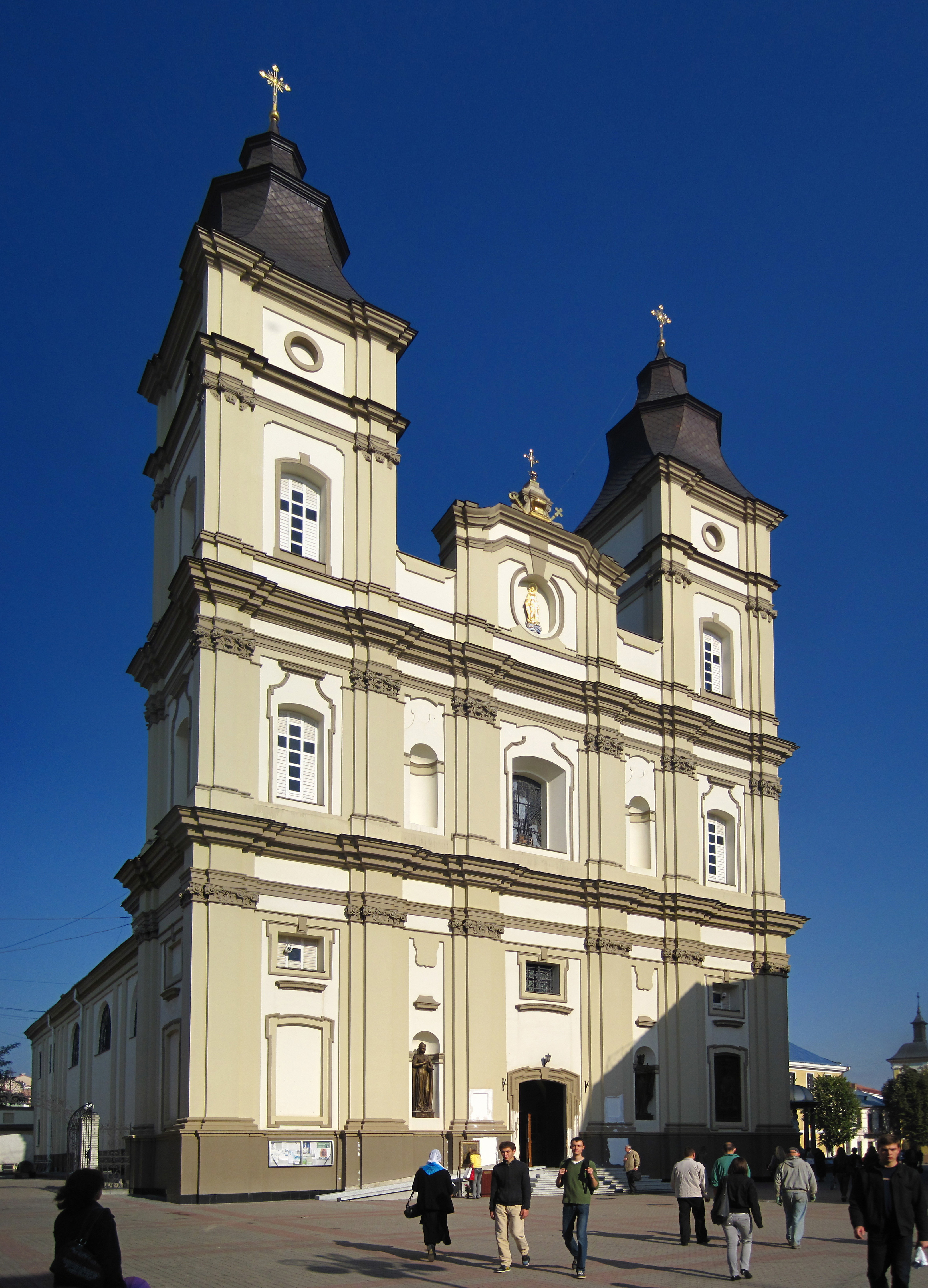
Собор Воскресения Христова

9 ноября 1962 года город отметил своё 300-летие. Он был переименован и с тех пор носит имя украинского писателя и общественного деятеля Ивана Франко, который неоднократно здесь бывал, писал и читал свои произведения.
В 1978 году предприятия города представляли важнейшие отрасли промышленности: лёгкая (трикотажная, швейная, художественных изделий фабрики; кожевенное предприятие), пищевая (мясной, хлебный, спирто-водочный комбинаты и др.), деревообрабатывающая (мебельная фабрика, мебельный комбинат), металлообрабатывающая (приборостроительная, авторемонтная, локомотиворемонтная). В городе имелись заводы: шиноремонтный, химический, железобетонных изделий, кирпичный, стекло-зеркальный. Город газифицирован. В городе готовили специалистов институты: нефти и газа, медицинский, педагогический; 5 средних специальных учебных заведений (техникумы физической культуры, сельскохозяйственный, советской торговли; медицинское и музыкальное училища). Жители посещали учреждения советской культуры: Украинский музыкально-драматический театр имени И. Франко, кукольный театр, филармонию и выступления Государственного гуцульского ансамбля песни и танца. Краеведческий музей знакомил с родным краем.
В 1982 году было построено кафе «Молочарня» (архитекторы Я. Дякив и Л. Попыченко).
18 октября 2001 года подписано Соглашение об установлении породнённых связей и сотрудничестве в торгово-экономической, научно-технической и гуманитарно-культурной сферах между городами Ивано-Франковск и Серпухов Российской Федерации.
В 2010 году основными промышленными предприятиями реализовано продукции на сумму 2954,3 млн грн в отпускных ценах предприятий, превышая на 417,0 млн грн объём реализации в 2009 году. Значительный вклад предприятия внесли в общий областной объём реализации продукции машиностроения — 75,5 %, производства пищевых продуктов, напитков и табачных изделий — 55,7 %, металлургического производства и производства готовых металлических изделий — 32 %. В расчёте на душу населения реализовано промышленной продукции на 12 307,9 грн, что соответствует 4 месту среди городов и районов области после Галицкого и Надворнянского районов и г. Калуш. В 2010 году выпуск инновационной продукции активно осуществлялся на ПО «Карпаты», ОАО «Прессмаш», ОАО «Индуктор», ОАО «Хлебокомбинат» и других производственных предприятиях. В 2010 году имелись 7 высших учебных заведений 3—4 уровней аккредитации: Национальный медицинский университет, Национальный технический университет нефти и газа, Прикарпатский национальный университет имени В. Стефаника; 10 филиалов высших учебных заведений Украины; 7 высших учебных заведений 1—2 уровней аккредитации — колледжи. На базе Национального технического университета нефти и газа работает научно-технологический парк, содействующий внедрению современных энергосберегающих технологий в экономику города и области.

## Промышленность
- АО «Промприбор»
- АО «Позитрон» «Родон»
- ПО «Карпаты»
- АО «Карпатпрессмаш»
- АО «Карпатлитмаш»

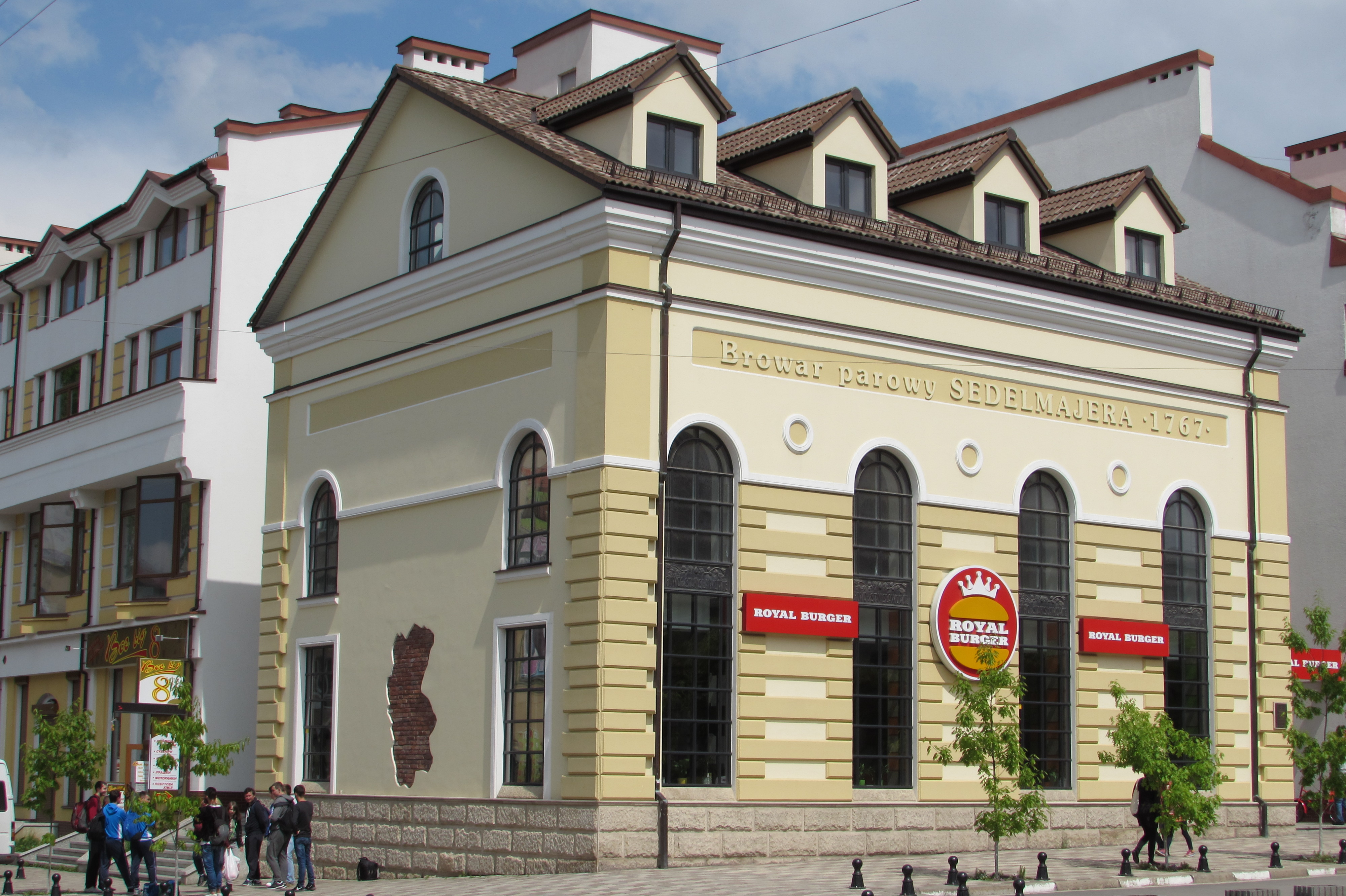
Пивоварный завод (XVIII ст.)

- Ивано-Франковский локомотиворемонтный завод
- Спиртзавод
- Мебельная фабрика
- АО «Индуктор»
- ЗЖБК «Еталон»[29]
- АО «Пищевкусовая фабрика»
- Завод стиральных машин Electrolux[30]
- Завод Tyco Electronics по производству электрокабельной продукции для автомобилей[31]
- Завод по производству натуральной цементно-песчаной черепицы ONDO[32]

## Транспорт

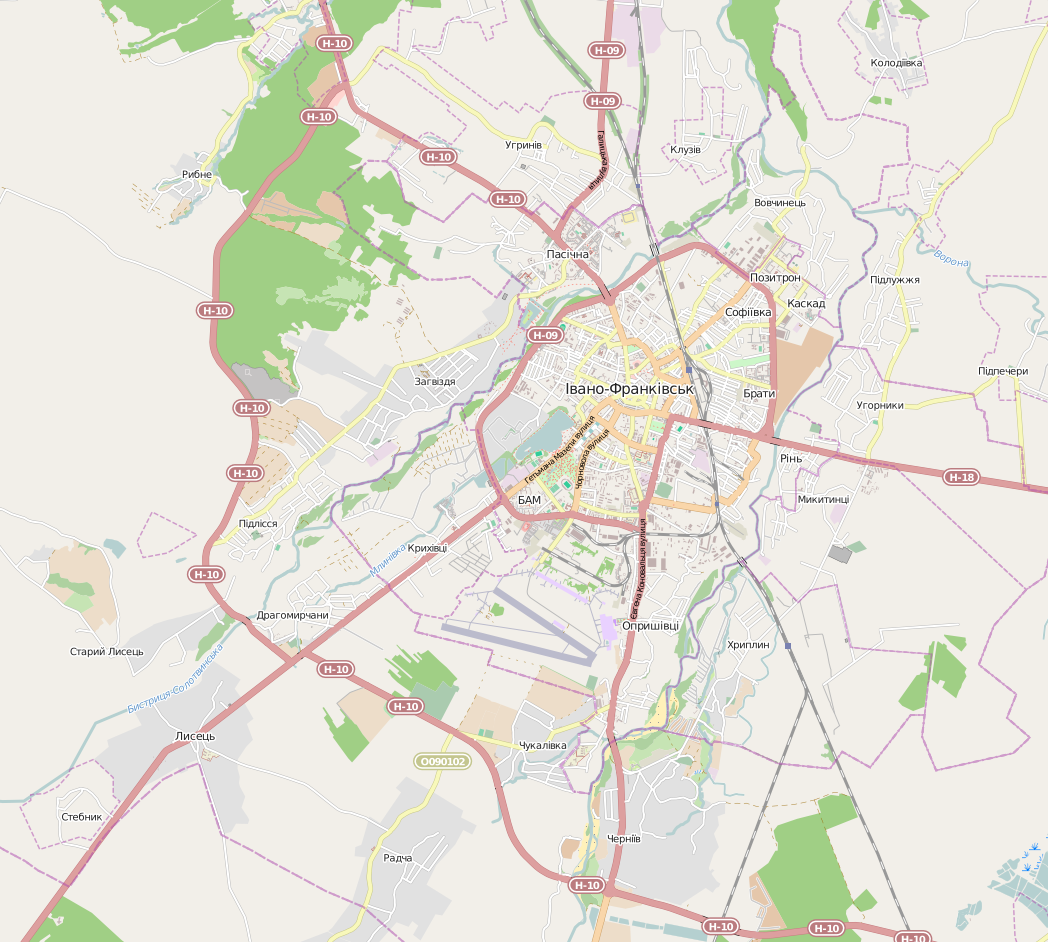
Дорожная карта Ивано-Франковска

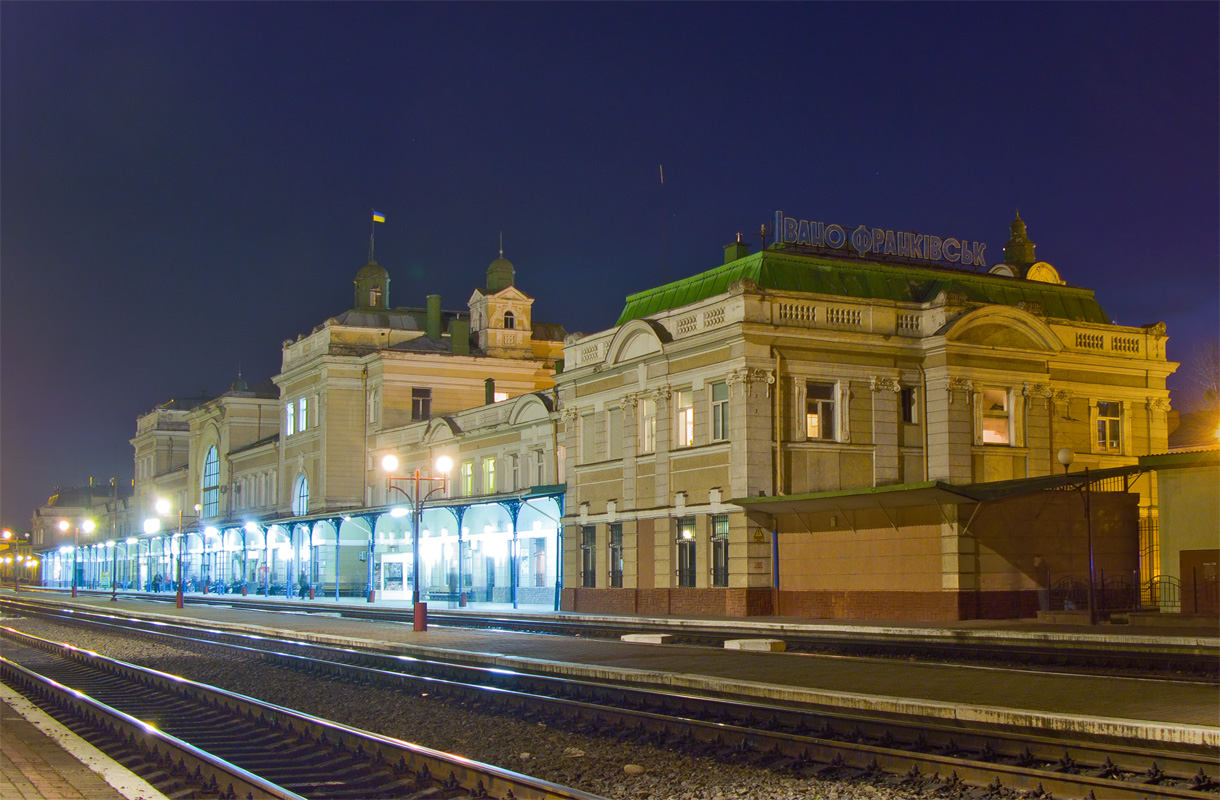
Железнодорожный вокзал

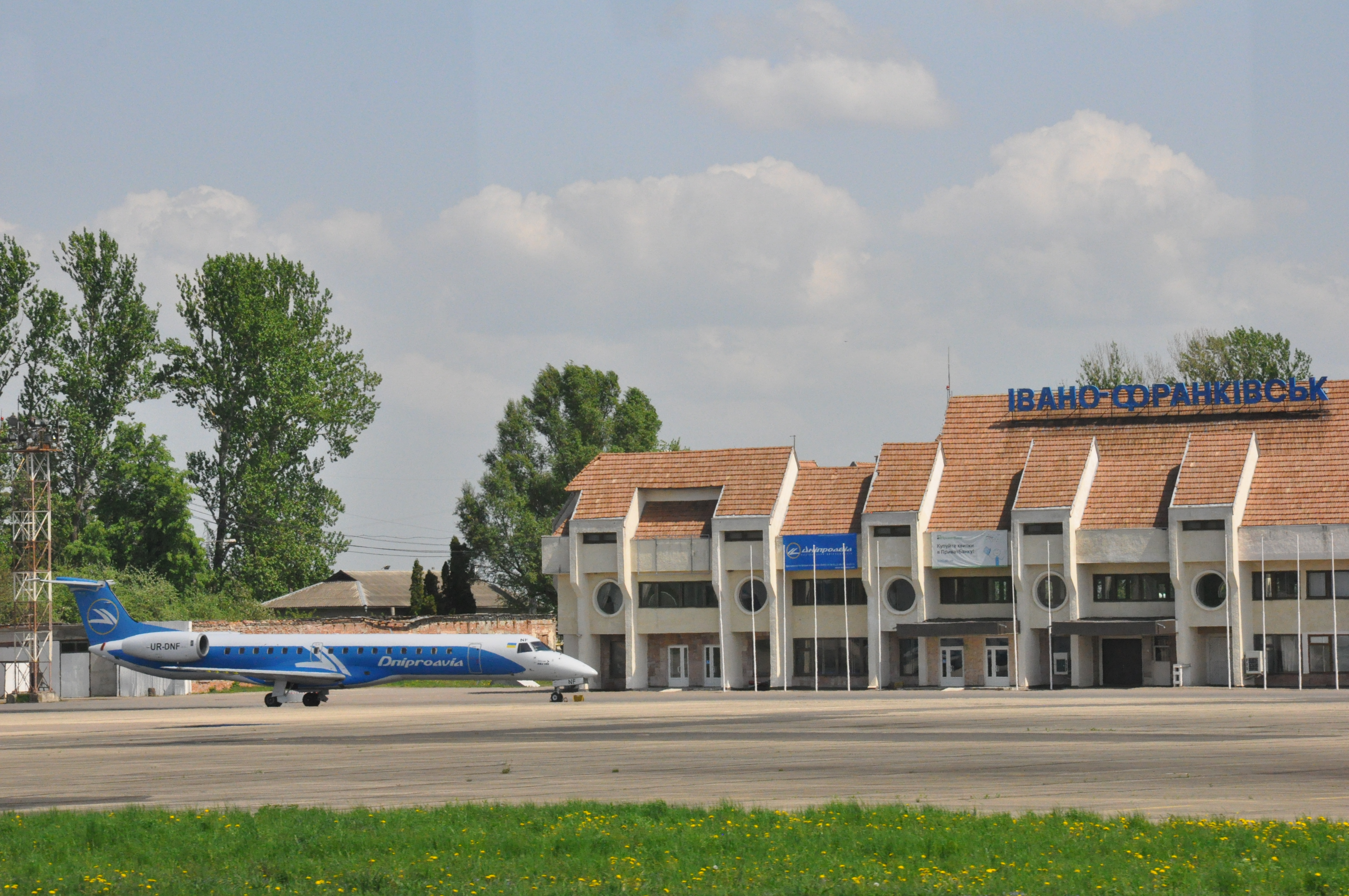
Международный аэропорт «Ивано-Франковск»

Важное значение в транспортной инфраструктуре города занимают автовокзал, железнодорожный вокзал и Международный аэропорт «Ивано-Франковск». В городе расположена Ивано-Франковская дирекция железнодорожных перевозок регионального филиала «Львовская железная дорога».
Самые популярные виды внутригородского (общественного) транспорта — троллейбусы, автобусы и маршрутное такси, междугородного по Украине — автобусы и железная дорога.
Международное пассажирское железнодорожное сообщение города осуществляется с Болгарией, Белоруссией, Румынией.
Внутреннее пассажирское железнодорожное сообщение осуществляется с Киевом, Львовом, Тернополем, Черновцами, Ковелем, Луцком, Ровно, Хмельницким, Полтавой, Харьковом, Одессой, Николаевом, Херсоном и другими городами. Во время курортного сезона назначаются дополнительные пассажирские поезда к станциям Новоалексеевка, Геническ через Днепр, Запорожье.
Международный аэропорт «Ивано-Франковск», который расположен на окраине города, отправляет и принимает самолёты из Киева, Рима, Анталии.
Ещё в 1896 году в Станиславе планировалось ввести трамвайное движение. Проектные работы выполняла немецкая электротехническая фирма «Siemens & Halske». Именно эта фирма выполняла работы по запуску первой трамвайной линии на Берлинской международной выставке 1879 года.

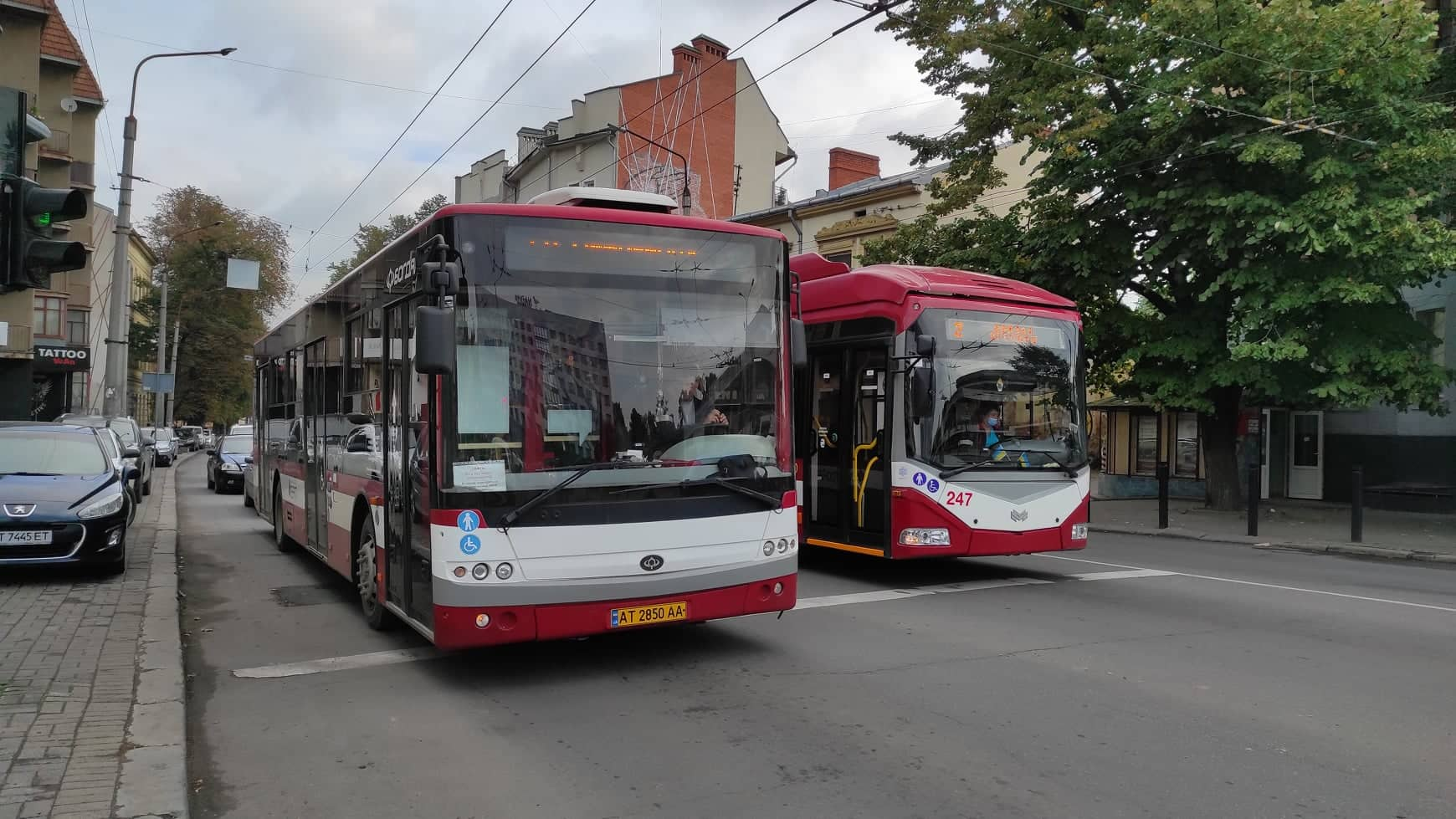
Автобус и Троллебус в Ивано-Франковске

В 1908 году были утверждены трамвайные маршруты. Трамвайная колея должна была пролегать через (современные названия объектов и улиц): вокзал — ул. Вовчинецька — ул. Грушевского — ул. Независимости. Далее разветвление к железнодорожному виадуку и к бывшему гастроному «Верховина», откуда снова было перепутье: одна линия шла по улице Галицкой к современному парку Воинов-интернационалистов, другая — улицами Гетмана Мазепы, Сечевых Стрельцов и Чорновола в парк им. Тараса Шевченко.
Первая мировая война помешала внедрить в городе трамвайное движение. После этого попыток восстановить проект не было.

## Архитектура

### Достопримечательности

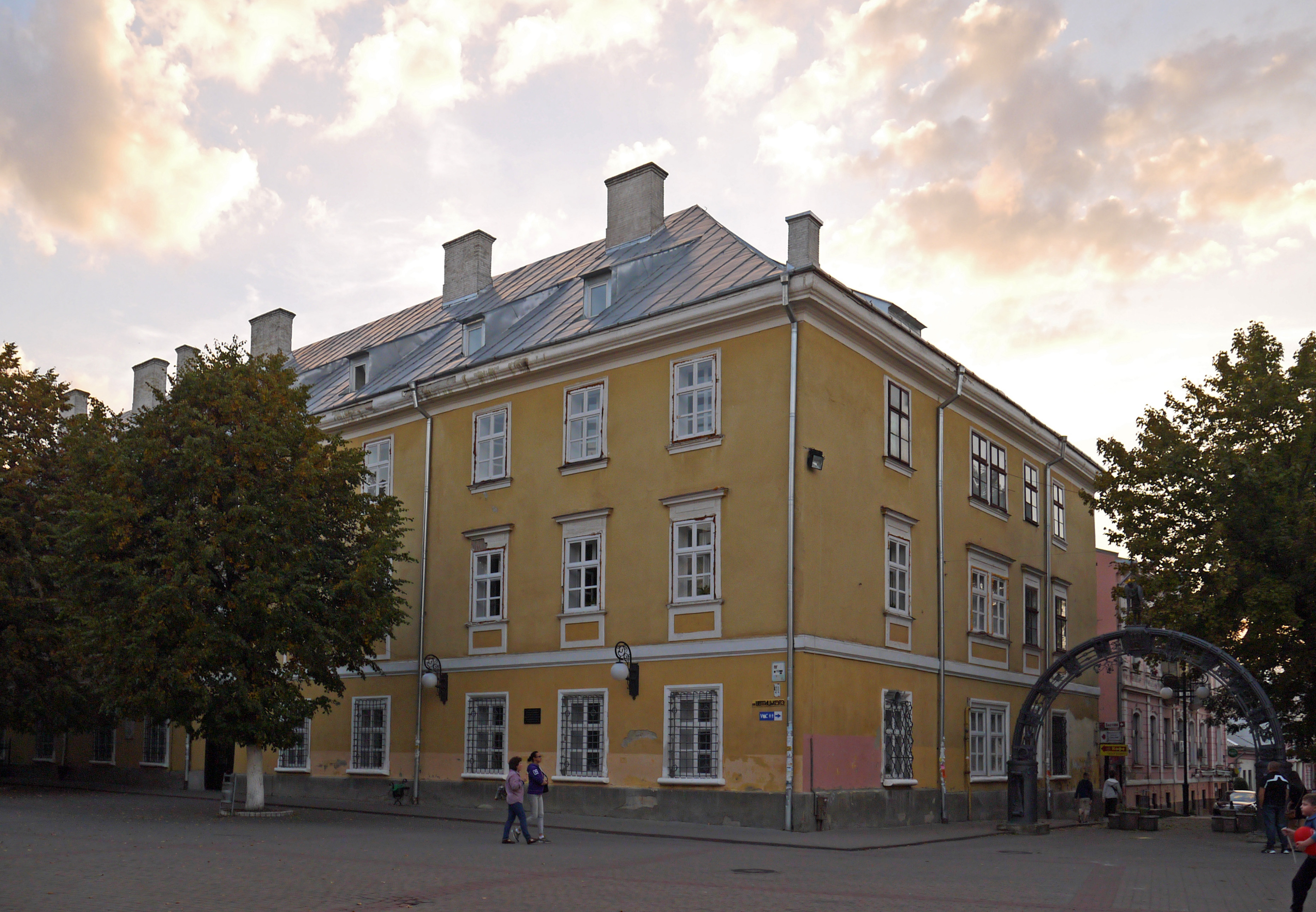
Коллегия иезуитов

- Ратуша — 1935 год. Единственная ратуша на Украине, построенная в стиле модерн. Имеет форму польского военного ордена Virtuti Militari (вид сверху). В настоящее время здесь размещён Ивано-Франковский краеведческий музей.
- Коллегиальная церковь Пресвятой Девы Марии (Станиславовская коллегиата) — 1703 год.
- Собор Воскресения Христова и монастырь — 1753—1763 (с 1849 года греко-католический собор).
- Иезуитская коллегия, в которой в 1750-х годы учился известный польский поэт Францишек Карпиньский
- Армянская католическая церковь (XVIII век, в ней хранилась почитаемая икона Богоматери, ныне в Гданьске)
- Костёл и монастырь тринитариев (XVIII век)
- Костёл Христа Вседержителя (1927 год). В настоящее время единственный католический храм в городе.
- Синагога Темпль (архитектор Вильгельм Стясный, 1895—1899)
- Дворец Потоцких (XVII—XVIII вв.). После угасания этого рода, на протяжении всего периода находился в ведомствах Министерств обороны Австро-Венгерской империи, Польской республики и СССР и использовался как военный госпиталь, благодаря чему был сохранён.
- Мемориальный сквер, где похоронены известные культурные и общественные деятели (фольклорист Мелитон Бучинский, поэты Маврикий Гославский, К. Свидзинский, композитор Денис Сочинский и другие) (XIX — начало XX века)
- Пивоварный завод — 1767 года, является редким образцом промышленной архитектуры Украины второй половины XVIII века.

|               |                              |                            |                   |                  |
| Костёл Иосифа | Церковь Пресвятой Девы Марии | Костёл Христа Вседержителя | Армянская церковь | Костёл Аве Мария |

### Памятники

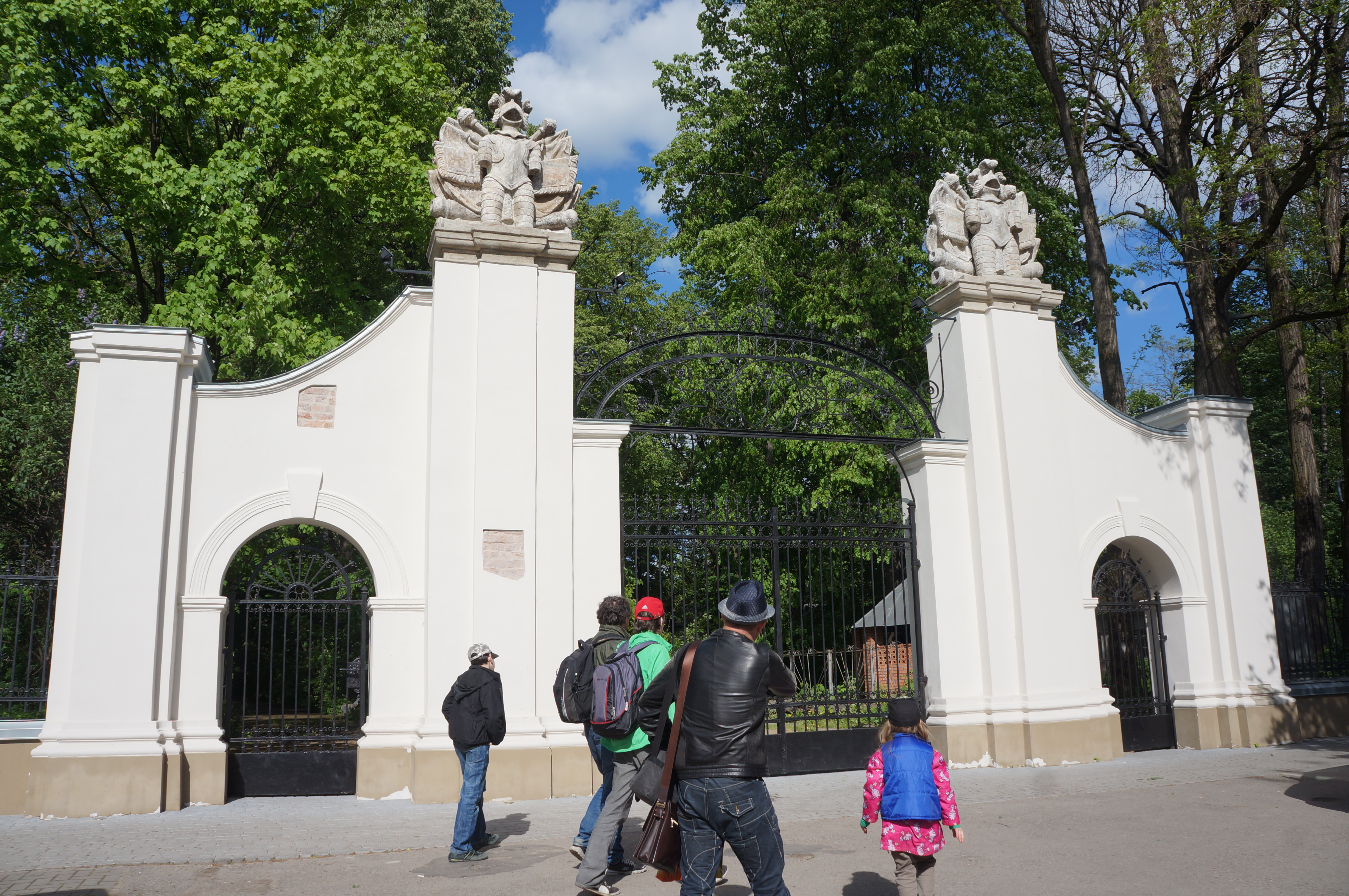
Потоцкие ворота

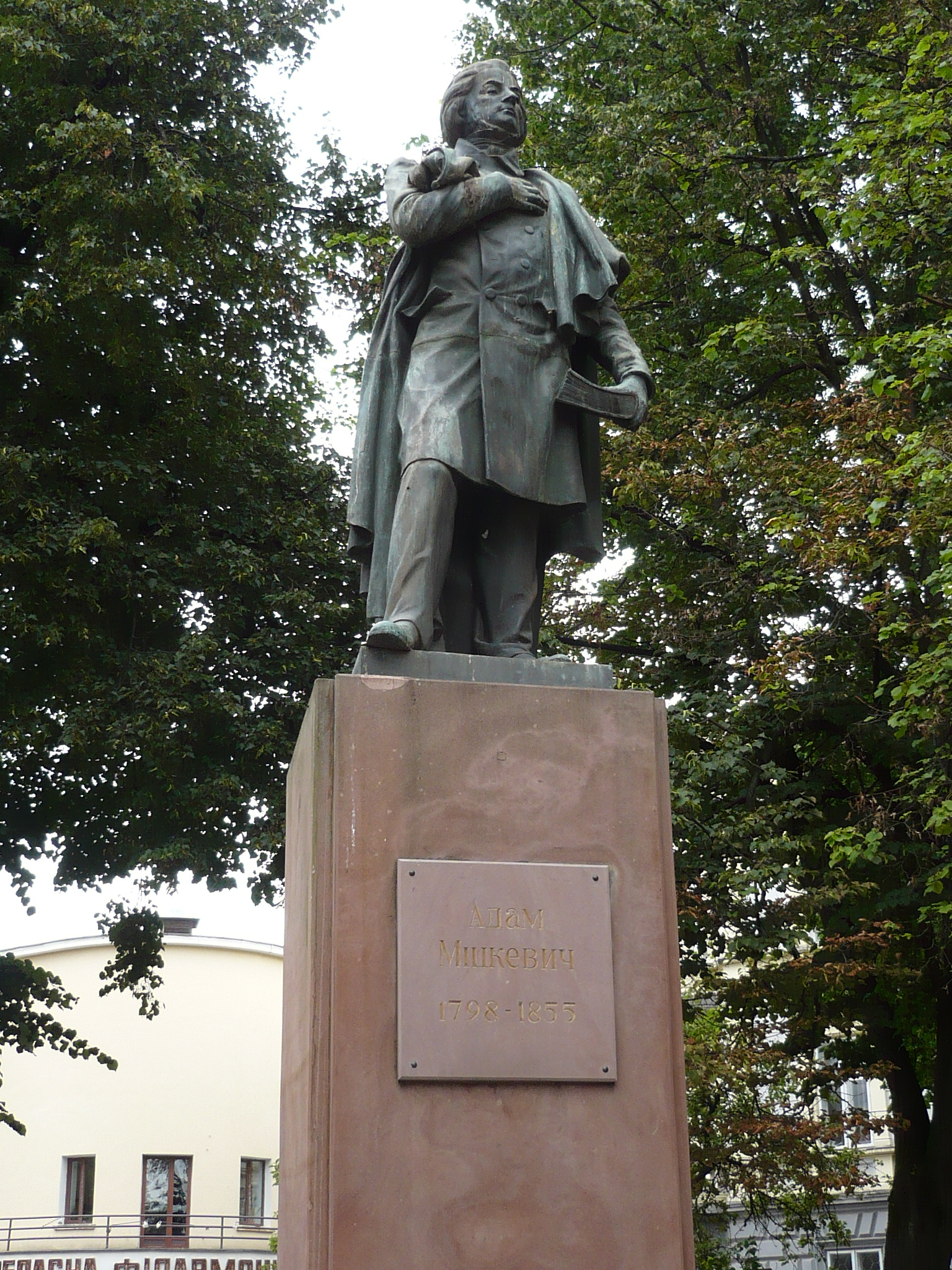
Памятник Адаму Мицкевичу

В современном Ивано-Франковске установлен ряд памятников — преимущественно украинским национальным деятелям культуры и истории, — Ивану Франко, Степану Бандере. В городе с богатыми христианскими традициями также установлены религиозные памятники — Статуя Пресвятой Девы Марии и Монумент Иисусу Христу.
Старейший памятник, сохранившийся до наших дней — Адаму Мицкевичу (1930), второй памятник. Первый уничтожен в 1914 во время артиллерийского обстрела.
Не сохранился до наших дней — памятник Грюнвальдской битвы, который стоял в парке Эльжбеты (установлен в годовщину 500-летия Грюнвальдской битвы — 1910)
В Ивано-Франковске расположен единственный на Украине памятник яйцу. В 2000 году, в рамках реконструкции города на площади Рынок, был сооружён фонтан, который должен был символизировать возрождение жизни, всегда побеждает смерть. Этот символ изначально имел форму яйца, из скорлупы которого выбивались побеги растений. Со временем металлические «побеги» сломались и осталась только каменная часть.

### Улицы города

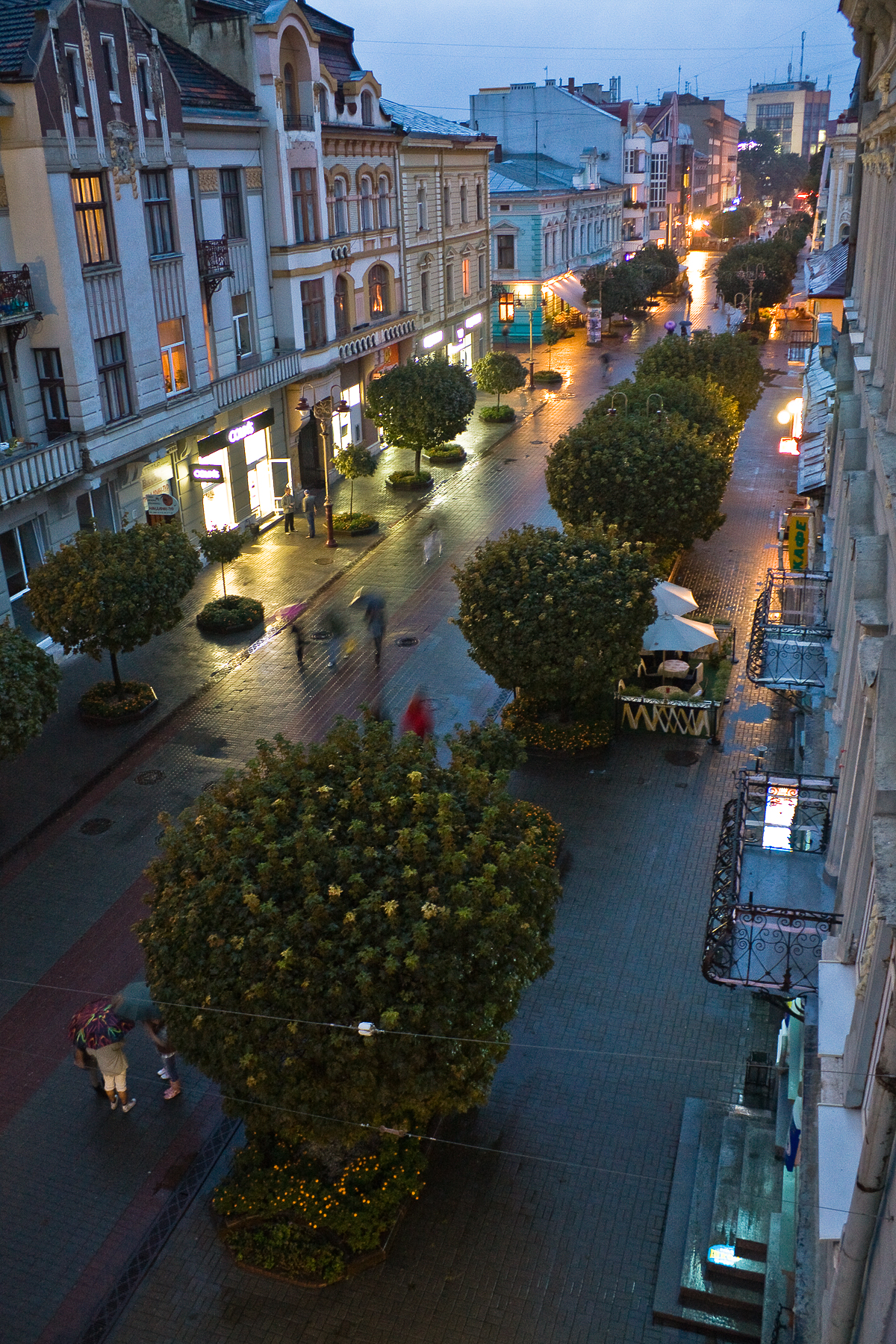
Улица Независимости

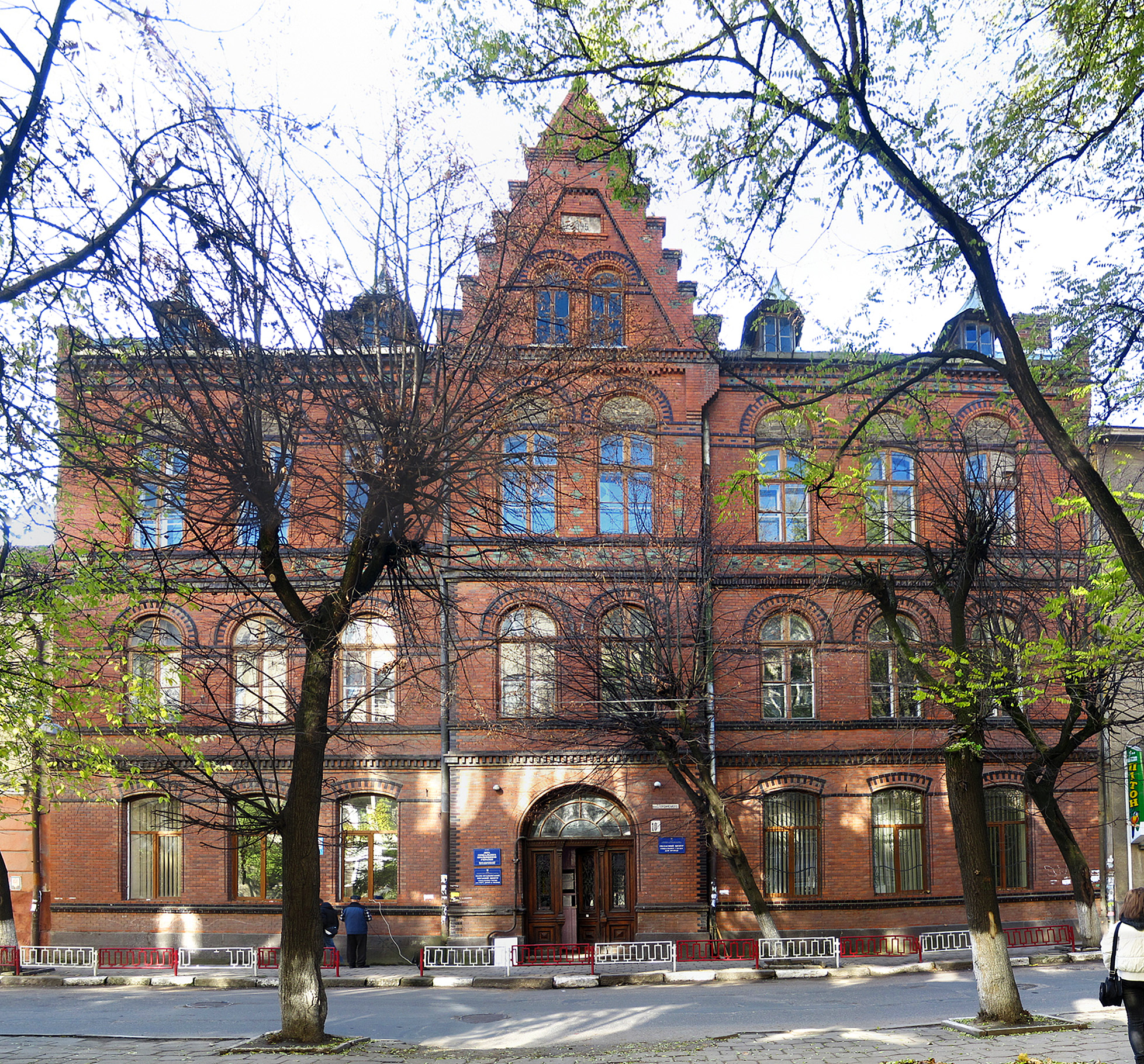
Женская семилетняя школа имени Королевы Софии, ул. Городницкого

Нынешнее своё начало город берёт от Станиславской крепости. Сначала, в центральной укреплённой части города образовалась площадь вокруг ратуши, от которой были проходы к Галицкой и Тисменецкого крепостных ворот. В свою очередь в пригород вели подъездные торговые пути из других населённых пунктов края, которые здесь постепенно застраивались и становились улицами Галицкой, Заболотовская, Тисменецкого, Лисецкий (1786). Ещё когда существовала крепость, в XVIII в. отсюда были выходы к так называемой «Зверинецкой дубравы» (сегодня городской парк имени Т. Шевченко), что является остатком Чёрного леса. Затем эта аллея была обсажена липами и в XIX веке стала называться Липовой улицей.
Вокруг крепости, в пригородах было построено не один десяток поместий, кирпичных заводов, лесопилок, мельниц. Так появились улицы Дворовая (бывшая Братьев Майданской, сегодня Хоткевича), Мельничная, Тартакова (Ю. Фучика), Полевая (Лётчиков).
В начале XIX века, после того как крепость потеряла своё военное значение, её разобрали, а камнем с её сооружений были устланы 24 улицы в центре города. По засыпанным канавам, вдоль бывшей крепостной стены, были проложены сегодняшние улицы Сечевых Стрельцов, Днестровская, Василиянок. Но сохранились исторические микротопонимы — названия улиц Валовая, Замковая, переулок Крепостной.
Во второй половине XIX века продолжается австрийское господство, но промышленное развитие города уже как окружного центра Галичины, особенно после прокладки с 1866 года железной дороги из Львова, способствовало расширению сети улиц, в частности к северу и западу от центра.
Магистрат города назвал в 1910 году улицу, которая соединяла вокзал с центром, Грюнвальдской — в честь 500-летия Грюнвальдской битвы.
Интенсивный процесс наименования улиц в первой половине XX века в частности, в межвоенный период, наблюдается с 1921 года, когда Станислав в период оккупации Галичины Польской республикой стал воеводским (областным) центром. В 1930-х годах уже были опубликованы первые карты-схемы улиц города, где обозначены (в основном польские) почти 150 названий.
Сейчас в городе с пригородными сёлами насчитывается около 500 улиц, в том числе треть переулков, 8 площадей, 1 бульвар и 1 набережная.
|               |                                            |               |                                                    |                           |
| Ул. Коперника | Ул. Страченых, одно из многих уличных кафе | Ул. Шашкевича | Историческое здание (1897) в «Банковском квартале» | Дом Леона Граувера (1905) |

|                    |              |                 |                               |              |
| Ул. Гетмана Мазепы | Ул. Шевченка | Отель «Днистер» | Монастырь Василианских Сестёр | Старая вилла |

Самой узкой городской улицей является улица Тринитарская (во время «советов» — Колхозная), которая в своё время была рассчитана на проезд брички, и то в одну сторону. Количество улиц в послевоенные годы значительно возросло за счёт расширения и развития города как на незанятых площадях, так и за счёт присоединения пригородных сёл, в частности в 1958 году — с. Пасечная, в 1962 г. — с. Опришивци, за счёт которых прибавилось более 100 улиц.
Крупные микрорайоны: Арсенал, Бам, Братья, Горка, Калиновая слобода, Каскад, Майзли, Опришивци, Пасечная, Позитрон, Ринь, Софиевка, Долина.
Центральная часть города полностью пешеходная.

## Культура

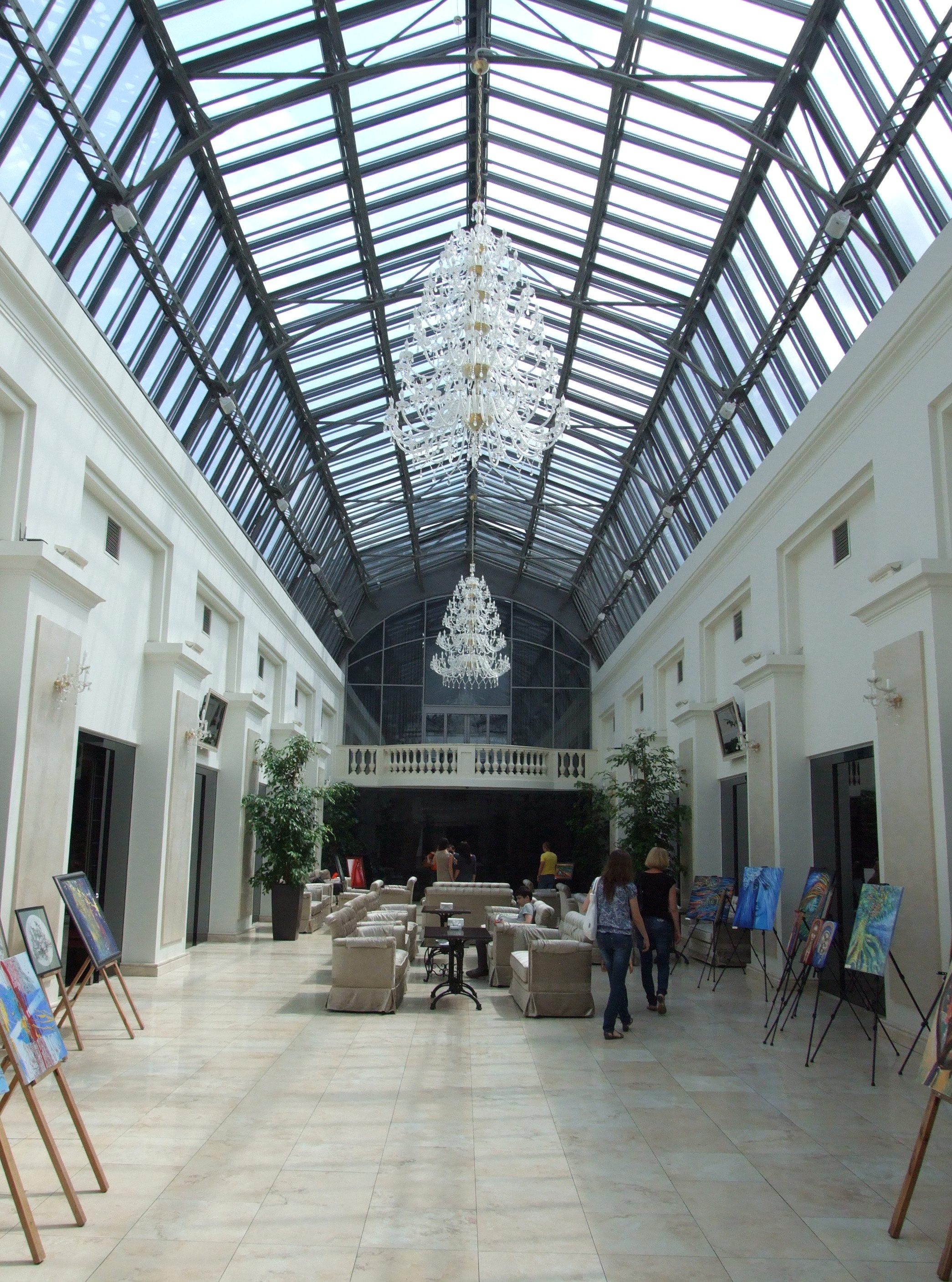
Пассаж Гетенбергов

### Театры
- Ивано-Франковский академический областной музыкально-драматический театр имени Ивана Франко
- Кукольный театр имени М. Подгорянки
- Областная филармония

### Музеи
- Ивано-Франковский краеведческий музей
- Ивано-Франковский областной художественный музей
- Музей освободительного движения на Прикарпатье
- Литературный музей Прикарпатья
- Историко-мемориальный музей Олексы Довбуша
- Народный музей образования Прикарпатья
- Мемориальный комплекс «Демьянов Лаз»

## Образование и наука

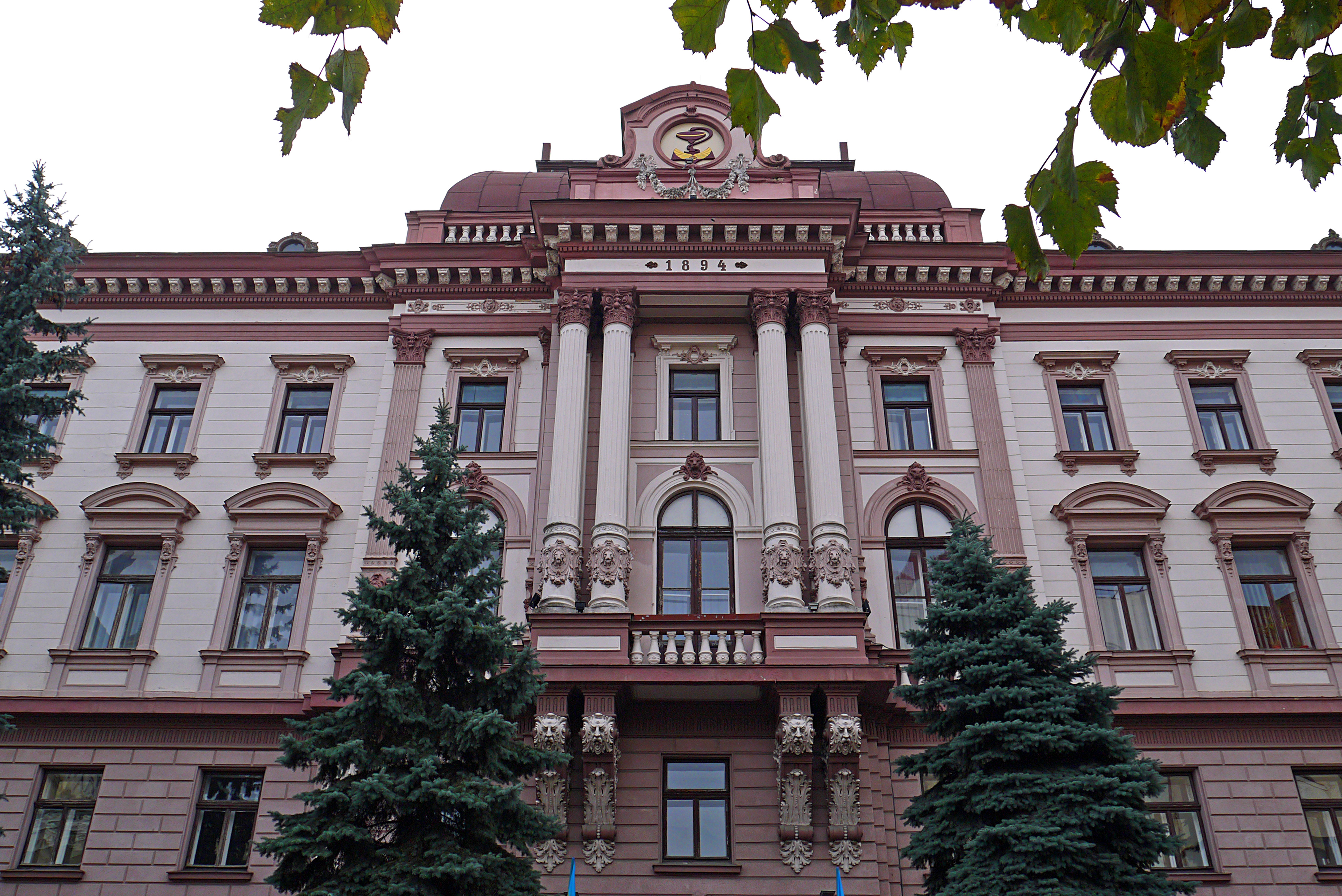
Национальный медицинский университет

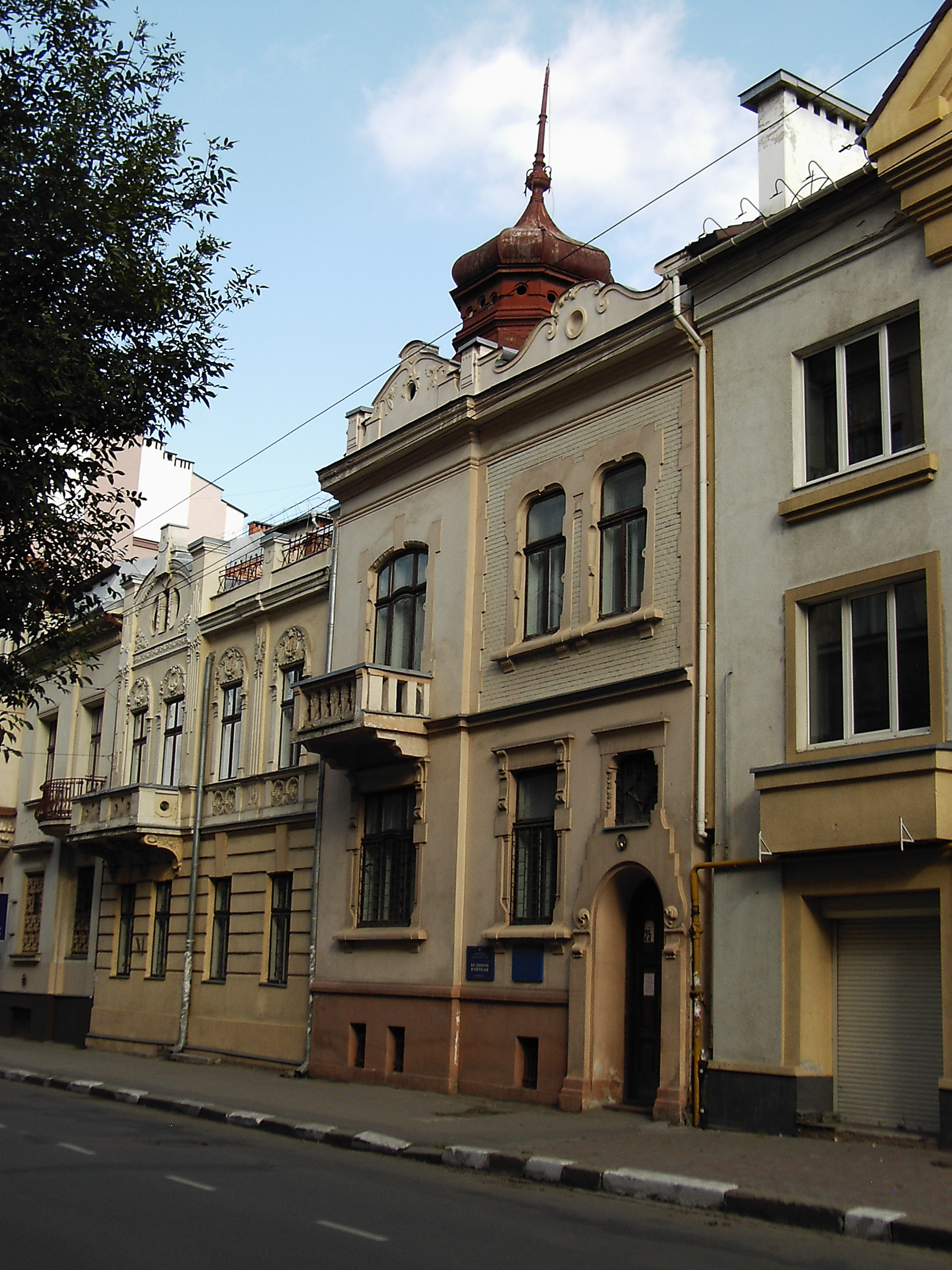
Дом учителя, Управление образования и науки и Государственная художественная школа

Прикарпатский национальный университет имени В. Стефаника является одним из старейших высших учебных заведений Ивано-Франковской области. Его история начинается 15 марта 1940 — со времени открытия Станиславского учительского института.
Ивано-Франковский национальный технический университет нефти и газа (ИФНТУНГ) ведёт подготовку и переподготовку специалистов для нефтегазовой промышленности, имеет двенадцать факультетов и 56 кафедр.
Ивано-Франковский национальный медицинский университет включает медицинский, стоматологический, фармацевтический факультеты и факультет последипломного образования, а с 1994 года готовит также семейных врачей, обучает иностранных студентов, проводит предаттестационную подготовку врачей различных специальностей.
В городе функционирует 10 филиалов высших учебных заведений Украины. Функционирует 7 высших учебных заведений I—II уровней аккредитации.
Ивано-Франковское музыкальное училище имени Дениса Сочинского начало свою деятельность 17 января 1940.
Среди других, частных вузов, самыми известными являются университет права имени короля Даниила Галицкого, Ивано-Франковский богословский университет имени Иоанна Златоуста, Западноукраинский экономико-правовой университет, Галицкая академия, Ивано-Франковский богословский институт имени преподобного Феодосия Манявского.

### Высшие учебные заведения
- Прикарпатский национальный университет имени В. Стефаника
- Ивано-Франковский национальный технический университет нефти и газа (ИФНТУНГ)
- Ивано-Франковский национальный медицинский университет
- Ивано-Франковский богословский университет имени Иоанна Златоуста
- Ивано-Франковский богословский институт имени преподобного Феодосия Манявского
- Прикарпатский юридический институт (филиал Академии внутренних дел)
- Университет Короля Даниила

## Спорт
Известные футбольные клубы города «Спартак», «Прикарпатье», Факел (ФСК ИФНТУНГ), «Ураган» (футзальный клуб).
В Ивано-Франковске популярным и развитым видом спорта является баскетбол. «БК Говерла» — профессиональный клуб, игравший в самой престижной баскетбольной лиге Украины — «Суперлига» (с 2008 до 2016). Сейчас выступает в Высшей Лиге. Говерла входила в топ-100 лучших баскетбольных клубов Европы, в числе лучших спортивных клубов Украины.
Прочие спортивные команды:
- «БК Франковск» — женский баскетбол;
- «Ватра» — хоккей;
- «Haters» — пейнтбол.

## Парки

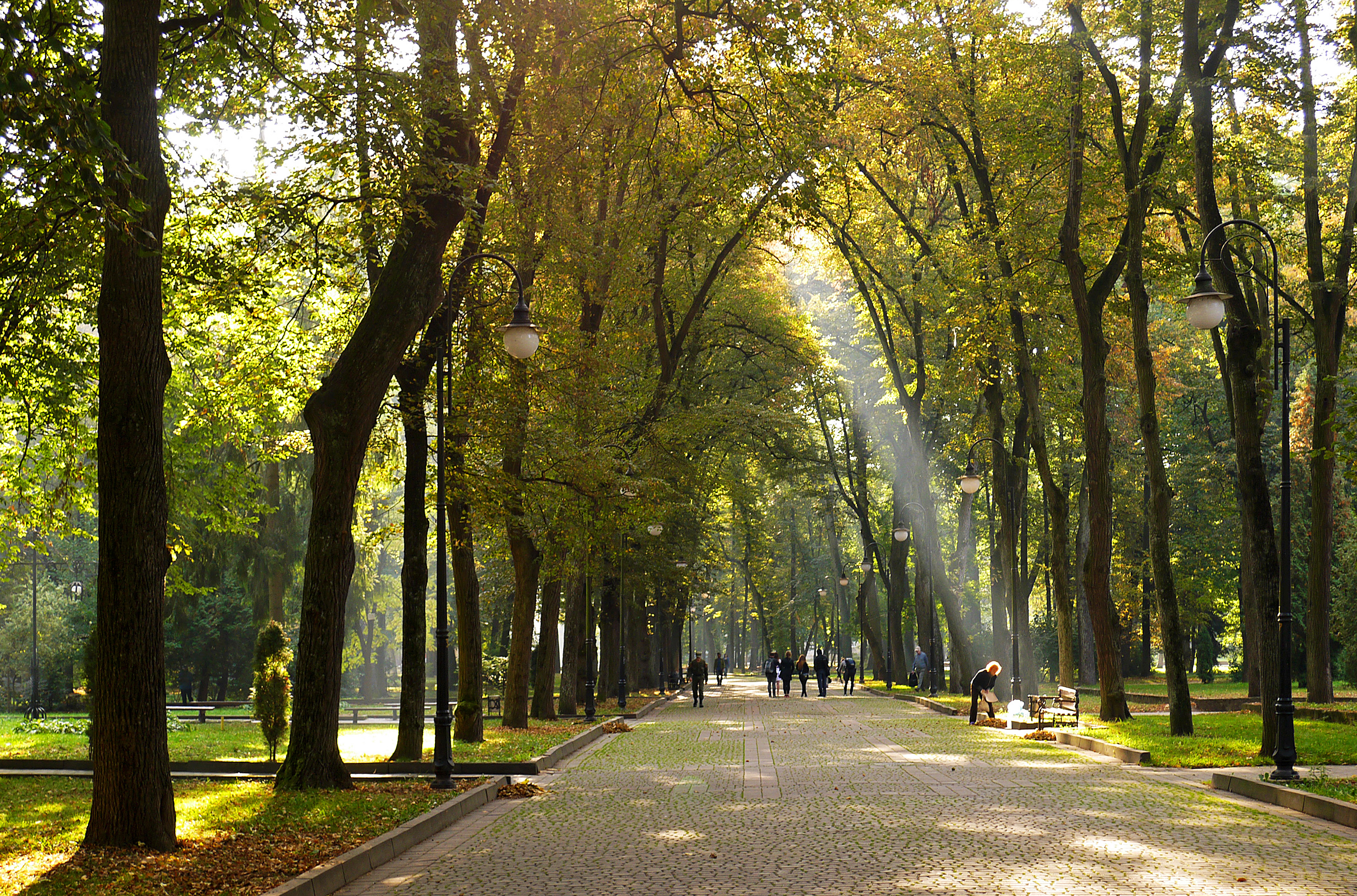
Парк имени Т. Г. Шевченко

- Мемориальный сквер
- Парк имени Т. Шевченко
- Парк «Долина»
- Привокзальный парк
- Парк воинов-интернационалистов

## СМИ

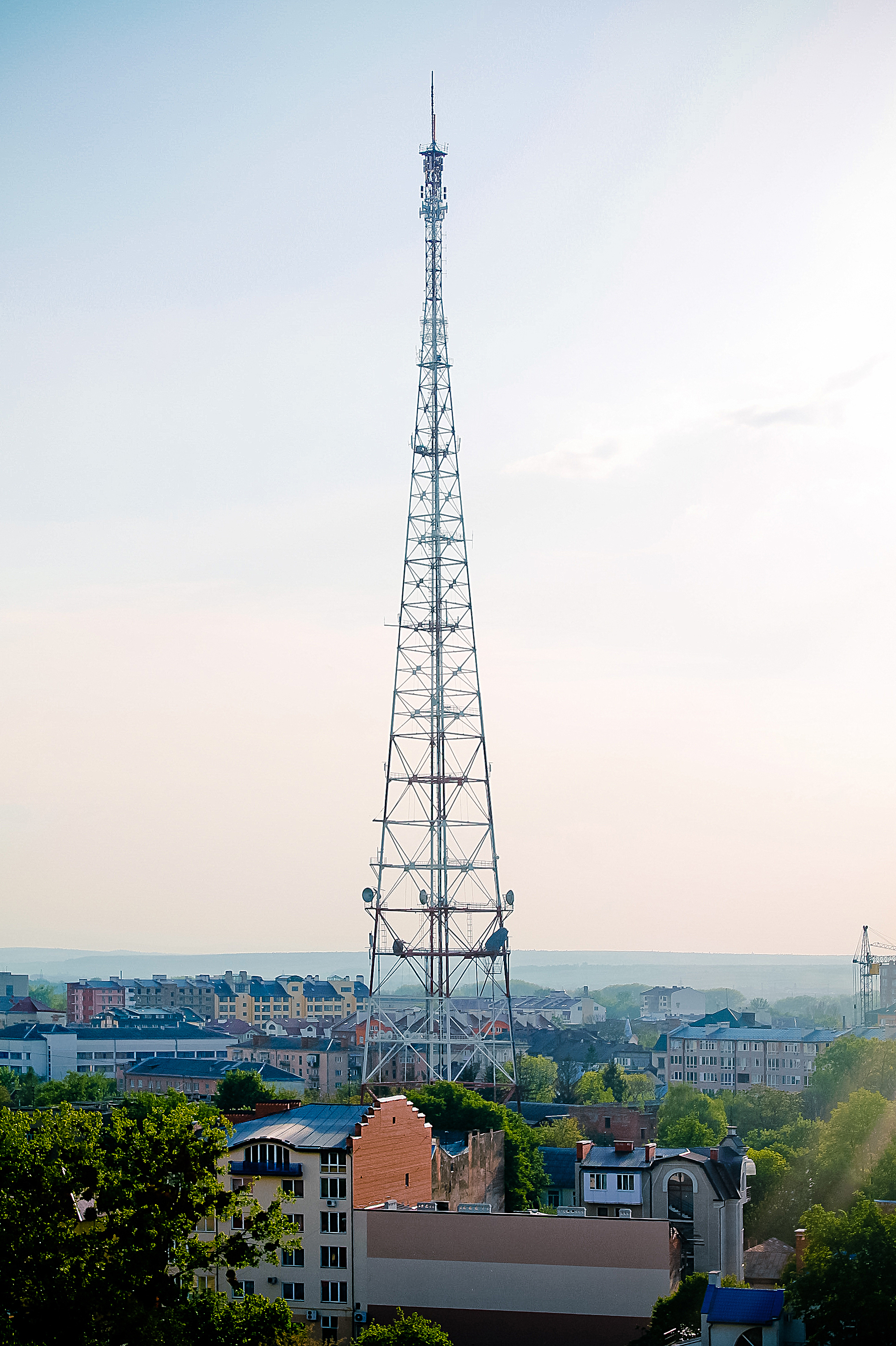
Городская телевышка

### Информационно-развлекательный портал
- Прикарпаття Online[37]

- Типовий Франківськ
- 0342.ua Сайт міста Івано-Франківська

### Телевидение
- «Галичина»
- «3-я студия»
- «ТРК Вежа»
- «ТРК 24»
- «Канал 402»

### Радио
- 71,24 МГц — 1-й канал Украинского радио
- 72,02 — Карпаты FM
- 72,80 — Радио Проминь
- 100,4 МГц — Ретро FM
- 100,9 — Радио Мелодия
- 101,3 — Русское радио Украина
- 102,0 — Европа плюс
- 102,6 — Хит FM Украина
- 103,0 — Любимое радио
- 103,4 — Радио Пятница
- 103,8 — Люкс FM
- 104,3 — Западный полюс
- 104,7 — Радио 24
- 105,2 — Наше радио
- 105,8 — Радио Дзвоны / Радио Ватикана
- 106,4 — Авторадио-Украина
- 107,0 — Радио Вежа
- 107,8 — Радио Эра FM

### Пресса
- «Галичина»
- «Афиша Прикарпатья»
- «Западный курьер»
- «Репортёр»
- «Анонс-контракт»
- «ЗПС информ»
- «Галицкий корреспондент»
- «Прикарпатская правда»
- «Анонс контракт»
- «Вечерний Ивано-Франковск+»
- «Маклер»
- «VERSAL»

## Администрация
Первый фогт станиславского магистрата Речи Посполитой — Бенедикт Андрушовский, с 1695 года.
Казимир Мильбахер — староста (крайсгауптман) города в 1833—1838 годах.
В 1867 году Станислав, бывший тогда в составе Австро-Венгрии, стал уездным центром. В этот период городом управляли бургомистры:
- Антоний Суханек (1867—1868)
- Игнацы Каминский (1870—1888)
- Валерий Шидловский (1889—1896)
- Артур Нимгин (1896—1919)

Польские бургомистры города:
- Михаил Ференсевич (1919—1921)
- Станислав Теодорович (1921—1923)
- Теофил Зайдлер (1923)
- Владимир Домбровский (1924)
- Вацлав Хованец (1924—1935)

Польские президенты города:
- Здислав Стронский (1935—1937)
- Францишек Котлярчук (1937—1939)

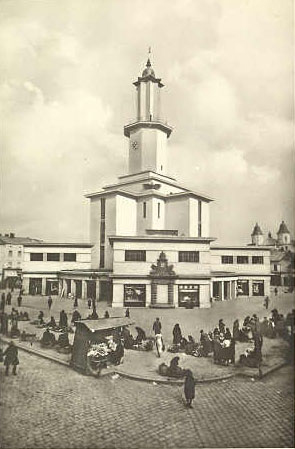
Городская ратуша, 1938 год

В 1939 году, после вхождения в состав СССР, Станислав стал областным центром. С сентября по декабрь 1939 года городом руководило временное управление города, главами которого были:
- Василий Данилович Чучукало (октябрь-ноябрь 1939);
- Ефим Станиславович Бескровный (ноябрь-декабрь 1939 года)

С 20 декабря 1939 года и до начала войны председателем исполнительного комитета городского совета был Пётр Степанович Иванов.
В годы немецкой оккупации посадником города был профессор Иван Голембёвский (1941—1944).
Председатели исполнительного комитета городского совета Станислава (1944—1962) и Ивано-Франковска (1962—1994):

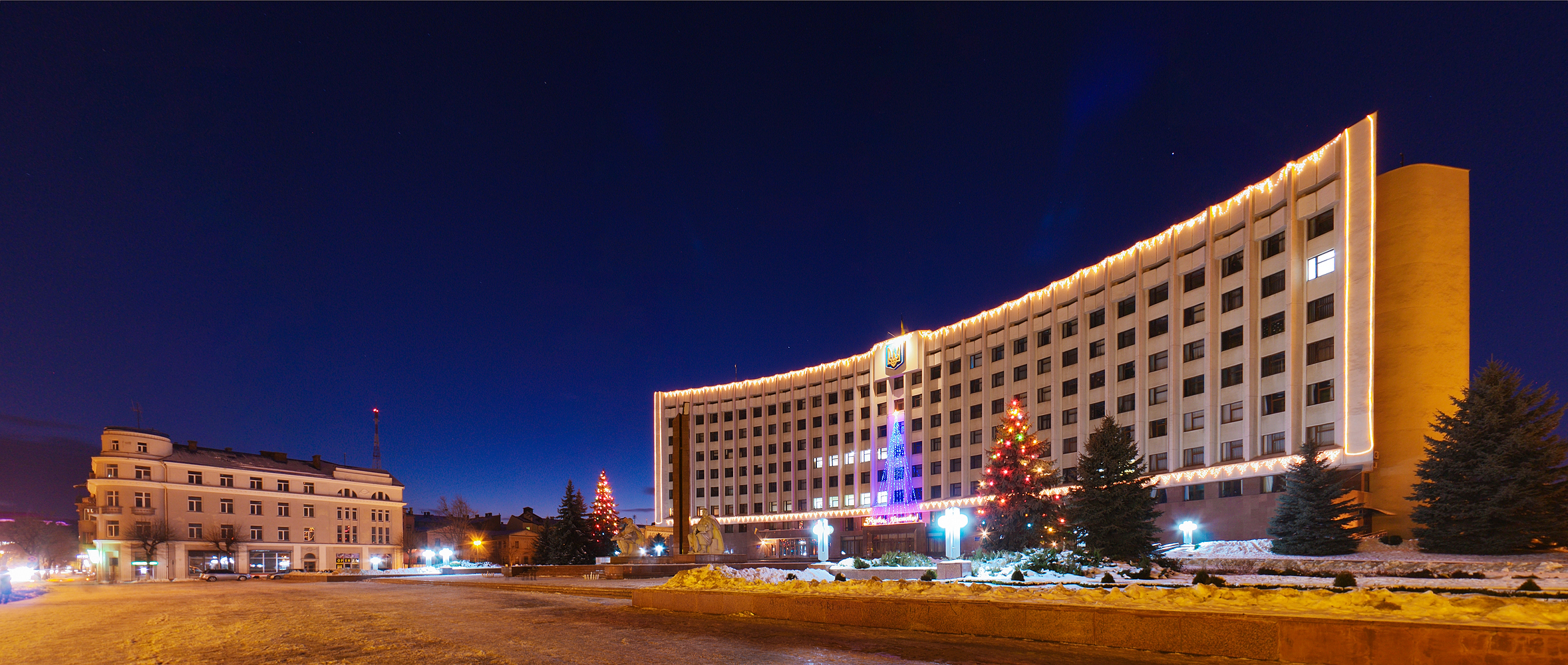
Городской совет

- Афанасий Захарович Шатохин (1944—1945)
- Михаил Саввич Лазаренко (1945—1953)
- Николай Петрович Коваль (1953—1957)
- Ефрем Иванович Ферчук (1957—1963)
- Евгений Фёдорович Бабенко (1963—1972)
- Емельян Михайлович Томей (1972—1980)
- Александр Михайлович Бехтев (1980—1987)
- Богдан Юрьевич Яковишин (1987—1990)
- Ярослав Владимирович Тайлих (1990—1994)

Всенародно избранные городские головы Ивано-Франковска:
- Богдан Карлович Борович (1994—1998)
- Зиновий Васильевич Шкутяк (2002—2006)
- Виктор Андрюсович Анушкевичус (Анушкевич, 2006—2015)
- Руслан Романович Марцинкив (2015—н. в.)

## Города-побратимы
Ивано-Франковск имеет следующие города-побратимы:
- Бая-Маре, Румыния
- Жешув, Польша
- Хшанув, Польша
- Рыбник, Польша
- Зелёна-Гура, Польша
- Орадя, Румыния
- Томашув-Мазовецки, Польша
- Ньиредьхаза, Венгрия
- Ополе, Польша
- Тырговиште, Румыния
- Охота, Польша
- Тракай, Литва
- Елгава, Латвия
- Свидница, Польша
- Люблин, Польша
- Кошалин, Польша
- Новосольский повят, Польша
- Пршеров, Чехия
- Арлингтон, США
- Рустави, Грузия[39]